# FIAT
FIAT (acronimo di Fabbrica Italiana Automobili Torino) è una azienda automobilistica italiana, parte del gruppo Stellantis dal 2021.
Il marchio ha una lunga storia, essendo stato fondato l'11 luglio 1899 presso il Palazzo Bricherasio di Torino come casa produttrice di automobili, per poi sviluppare la propria attività in numerosi altri settori, dando vita a quello che sarebbe diventato il più importante gruppo finanziario e industriale privato italiano del XX secolo, oltreché la prima holding del Paese e, limitatamente al settore automobilistico, la maggior casa produttrice del continente europeo e terza a livello mondiale, dopo le statunitensi General Motors Co. e Ford Motor Co., per un ventennio, fino all'esplosione della crisi dell'industria automobilistica torinese iniziata alla fine degli anni ottanta.

## Storia
L'azienda nacque dalla comune volontà di una dozzina di aristocratici, possidenti, imprenditori e professionisti torinesi di impiantare una fabbrica per la produzione di automobili.
L'idea di produrre automobili su scala industriale era venuta agli amici Emanuele Cacherano di Bricherasio e Cesare Goria Gatti, già fondatori dell'Automobile Club d'Italia che avevano precedentemente costituito e finanziato la "Accomandita Ceirano & C.", finalizzata alla costruzione della "Welleyes", un'automobile progettata dall'ing. Aristide Faccioli e costruita artigianalmente da Giovanni Battista Ceirano.
Visto il successo ottenuto dalla "Welleyes" alla sua presentazione, Bricherasio e Gatti proposero a un gruppo di conoscenti di acquisire le esperienze, le maestranze e la competenza della "Accomandita Ceirano & C." per trasferirle su scala industriale, come già avveniva nella fabbriche dell'Europa settentrionale.

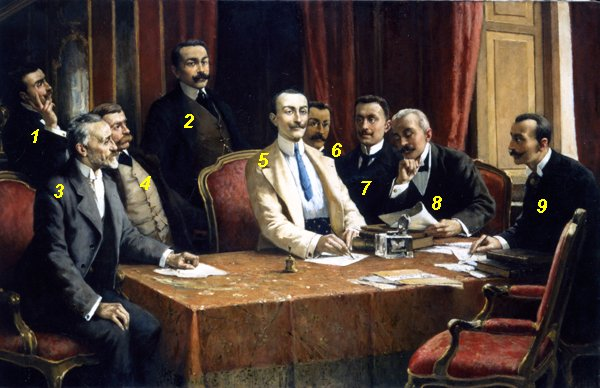
Lorenzo Delleani, I fondatori della FIAT.
Sono raffigurati nel dipinto, secondo la numerazione: 1. Damevino, 2. Goria Gatti, 3. Biscaretti di Ruffia, 4. Racca, 5. Cacherano di Bricherasio, 6. Ceriana Mayneri, 7. Agnelli, 8. Scarfiotti, 9. Ferrero

Oltre ai due promotori, si mostrarono disposti a partecipare il conte Roberto Biscaretti di Ruffia, il marchese Alfonso Ferrero de Gubernatis Ventimiglia, il banchiere e industriale della seta Michele Ceriana Mayneri, l'avvocato Carlo Racca, il possidente Lodovico Scarfiotti, l'agente di cambio Luigi Damevino e l'industriale della cera Michele Lanza.
La costituenda società non era ancora stata ufficializzata che la stampa piemontese già pubblicava la notizia come certa. 
(da L'Automobile del 1º luglio 1899)
Il gruppo di notabili, dopo vari incontri tenuti nel caffè di madame Burello per fissare le linee dell'accordo e dopo aver ottenuto l'appoggio finanziario del "Banco di Sconto e Sete" di Torino, si riunì a Palazzo Bricherasio per sottoscrivere l'atto di "Costituzione della Società Anonima Fabbrica Italiana di Automobili –Torino" redatto dal cav. dott. Ernesto Torretta, notaio patrimoniale della Real Casa: era l'11 luglio 1899. I soci versarono un capitale di 800.000 lire in 4.000 azioni e affidarono la presidenza a Ludovico Scarfiotti.
Occorre aggiungere che, il giorno precedente alla costituzione della società, Michele Lanza decise di ritirarsi, abbandonando il sodalizio FIAT. Lanza aveva già realizzato in proprio, nel 1895, una delle prime automobili italiane e, ben conoscendo le difficoltà tecniche a cui si andava incontro, riteneva inopportuno escludere Giovanni Battista Ceirano dalla società, principale esperto meccanico, per mere questioni di rango. Parte della quota azionaria destinata a Lanza venne assunta dal possidente Giovanni Agnelli, coinvolto in extremis dall'amico ed ex commilitone Scarfiotti, mentre la rimanente quota azionaria venne sostenuta dal Banco di Sconto e Sete.

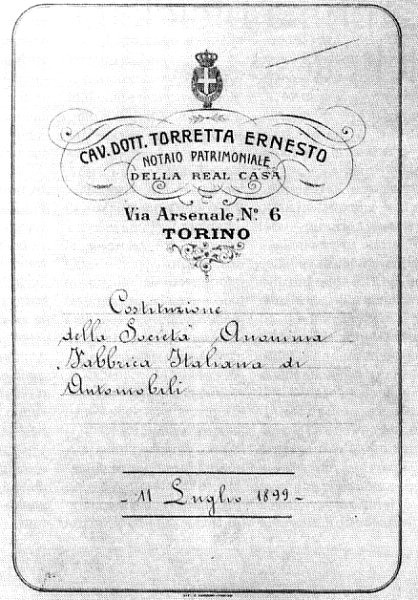
L'Atto Costitutivo della Fiat datato 11 luglio 1899

Durante la prima seduta, il consiglio di amministrazione della neonata FIA (Fabbrica Italiana Automobili) deliberò l'acquisto dell'"Accomandita Ceirano & C.", liquidando Ceirano con la somma di 20 000 lire, oltre ad assumerlo quale agente di vendita. La prima vettura costruita dalla FIAT fu il modello "3½ HP", copia della "Welleyes" e prodotta in otto esemplari nel corso del 1899. Sempre in quell'anno, l'azienda mutò la denominazione in FIAT dietro suggerimento di Aristide Faccioli e con l'entusiastico sostegno di Cesare Goria-Gatti che, dalle colonne del giornale L'Automobile, invitava all'adozione di tale acronimo anche per il suo benaugurante significato latino (terza persona singolare del congiuntivo presente del verbo fio = che sia, che divenga) circa il futuro dell'intrapresa. L'unico a sollevare alcune perplessità fu Emanuele Cacherano di Bricherasio, cui l'acronimo pareva richiamarsi a concetti biblico-religiosi, in contrasto con le sue convinzioni socialiste.
Le prime otto vetture furono realizzate nell'acquisita officina Ceirano, poi la produzione si trasferì nel nuovo opificio di corso Dante Alighieri, terminato a tempo di record nei primi mesi del 1900.
La FIAT iniziò la costruzione del famoso stabilimento produttivo denominato Lingotto nel 1916 e lo fece entrare in funzione nel 1923.
A partire dalla guerra di Libia la Fiat convertì parte della sua produzione verso la fabbricazione di armi, contribuendo con mitragliatrici ed esplosivi, oltre che con mezzi terrestri, navali e aeronautici, allo sforzo bellico dell'Italia sia nella prima che nella seconda guerra mondiale.

Il marchio Fiat è, al 2025, quello ad aver vinto più volte il premio Auto dell'anno dalla sua introduzione (ben 9).

Dopo un primo periodo di difficile sviluppo, segnato da diverse ricapitalizzazioni e da modifiche nella composizione del capitale azionario (non sempre in maniera pacifica ma anche sfociate in processi clamorosi per l'epoca), la proprietà della casa automobilistica viene assunta quasi integralmente da Giovanni Agnelli, che diventerà senatore durante il fascismo e resterà a capo dell'azienda sino al termine della seconda guerra mondiale.
Dopo aver rischiato di perdere la proprietà dell'azienda per la propria compromissione con il regime fascista, Agnelli passa il comando a Vittorio Valletta, essendo morto in un incidente aereo l'unico figlio maschio, Edoardo. Valletta, uomo di qualità non comuni, si occupò di reggere per conto della famiglia Agnelli una delle poche aziende italiane non completamente inginocchiate dalla disfatta, riuscì a farla rialzare e contemporaneamente fornì l'opportuna preparazione al ruolo che appena possibile avrebbe dovuto assumere il giovane discendente "primo in linea dinastica" (definizione attribuita a Indro Montanelli).
Gianni Agnelli, l'erede, divenne presidente della FIAT nel 1966 e lo rimase fino al compimento del 75º compleanno, quando le norme statutarie lo obbligarono a cedere la presidenza.
La carica venne assunta prima (1996) dall'ex amministratore delegato Cesare Romiti e poi (1998) dal genovese Paolo Fresco, in arrivo dagli Stati Uniti d'America, ex vicepresidente della General Electric.
La crisi del gruppo portò il fratello Umberto alla presidenza (2003) e dopo la morte di Umberto fu la volta (dal 2004 al 2010) di Luca Cordero di Montezemolo. L'erede designato dalla famiglia Agnelli, John Elkann, fu nominato vicepresidente all'età di 28 anni e altri membri della famiglia entrarono a far parte del consiglio di amministrazione. L'amministratore delegato Giuseppe Morchio, dimissionario, venne sostituito da Sergio Marchionne dal 1º giugno 2004.
La gestione di Gianni Agnelli incrementò notevolmente la vocazione multinazionale e plurisettoriale dell'azienda, una vocazione che affondava le proprie radici nelle realtà industriali create dalla Fiat in tutta Europa, già nel primo ventennio del secolo. La crescita, certo aiutata anche dal cosiddetto "boom economico" degli anni sessanta, fu rilevante sia in campo nazionale sia nei mercati esteri.
Le attività e le strategie del gruppo, in origine dirette alla sola produzione industriale di autovetture (e poco dopo anche di veicoli industriali e agricoli), con il passare del tempo e a causa delle mutate condizioni di mercato e del consolidato assetto di gruppo, sono andate verso una diversificazione in molti altri settori. Il gruppo ha al momento attività in una vasta gamma di settori dell'industria e nei servizi finanziari.
Si tratta del maggiore gruppo aziendale italiano, che vanta inoltre significative attività anche all'estero, dove è presente in 61 nazioni con 1 063 aziende che impiegano oltre 223 000 persone, 111 000 delle quali al di fuori dell'Italia.

### Modelli pre-bellici e bellici
La prima produzione di autovetture, datata 1900, avvenne con l'utilizzo di 150 operai nello stabilimento in Corso Dante a Torino. Da lì uscirono 24 autoveicoli modello FIAT 3 ½ HP, di cui una curiosità era la mancanza della retromarcia. Nel 1903 la produzione era limitata a 103 pezzi di auto.

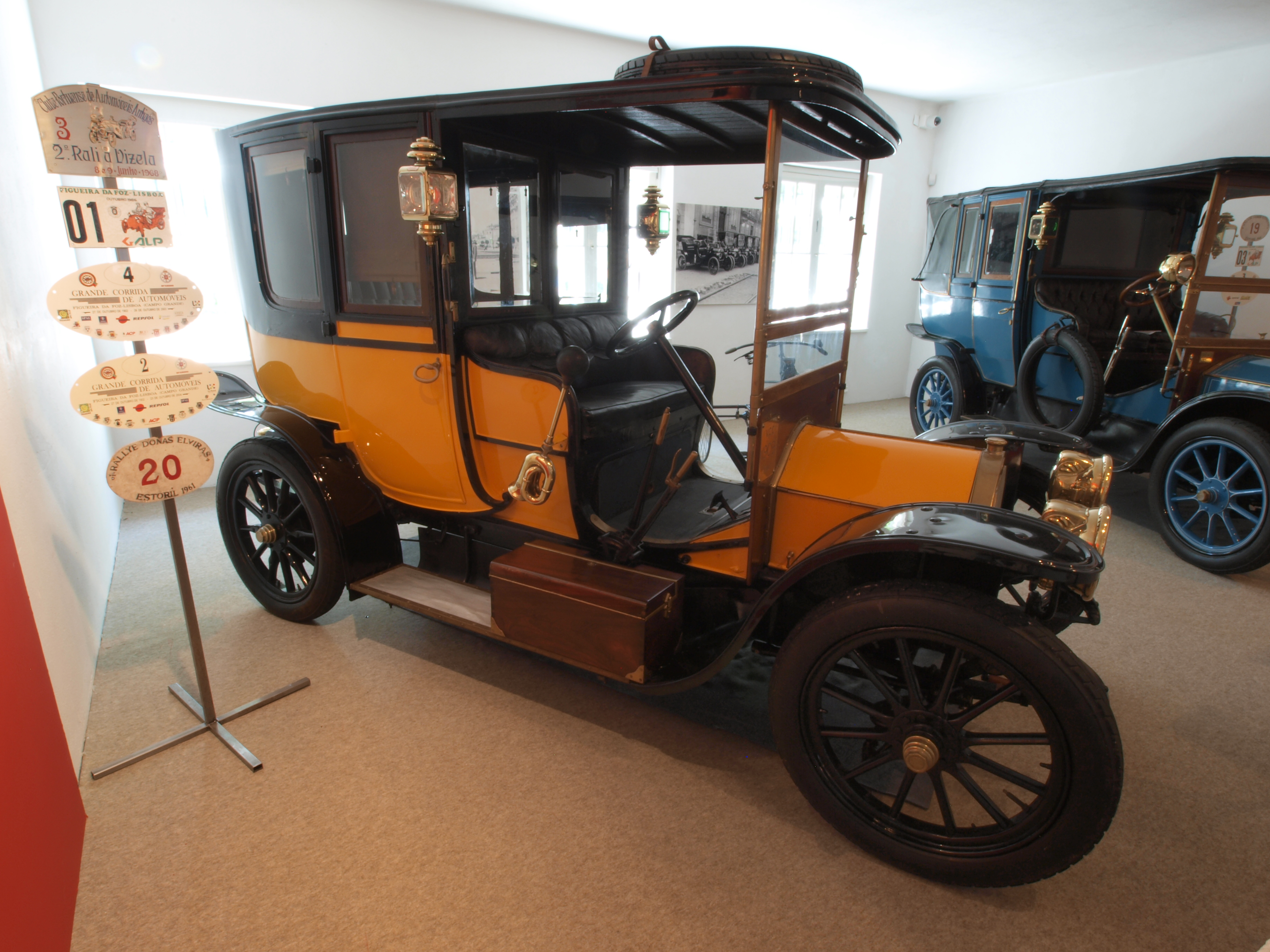
La Fiat Tipo 1, primo taxi costruito dalla casa torinese, nel 1908

Al 1902 risale anche la prima affermazione della casa nelle competizioni automobilistiche, quando, con alla guida Vincenzo Lancia, si aggiudica una gara locale piemontese la "Torino Sassi-Superga".
Sempre nel primo decennio del XX secolo risalgono le prime diversificazioni della Fiat nel campo dei veicoli commerciali, dei tram, degli autocarri e dei motori marini; nel frattempo si ampliò anche il numero delle persone occupate, giunte a 2 500 unità nel 1906. Nel 1908 venne messa in produzione la Fiat 1 Fiacre, prima autovettura destinata alla funzione di un taxi di cui vennero esportati numerosi esemplari nelle più importanti città come Parigi, Londra e New York.
La società iniziò anche un'attività all'estero con la fondazione nel 1908 della Fiat Automobile Co negli Stati Uniti e la successiva costruzione nel 1909 dello stabilimento di Poughkeepsie; fino al 1917 vi furono prodotti, soprattutto assemblando pezzi in arrivo dall'Italia, alcuni modelli, i Type 53, 54, 55 e 56 assimilabili agli equivalenti Tipo 3, 4 e 5 prodotti in Italia.
Poco prima dello scoppio della prima guerra mondiale, la società torinese rinnovò totalmente la gamma di autovetture in produzione con la presentazione dei modelli 1, 2, 3, 4, 5, 6; di questi modelli va ricordata la presenza dei primi esempi di batteria e di trasmissione a cardano. Nel 1911 l'azienda si cimentò nella costruzione di un autoveicolo specifico per battere il record mondiale di velocità: a tal fine fabbricò la Fiat S76 Record, un'auto da 28.353 cm³ e 290 CV di potenza, in grado di sfiorare i 300 km/h.

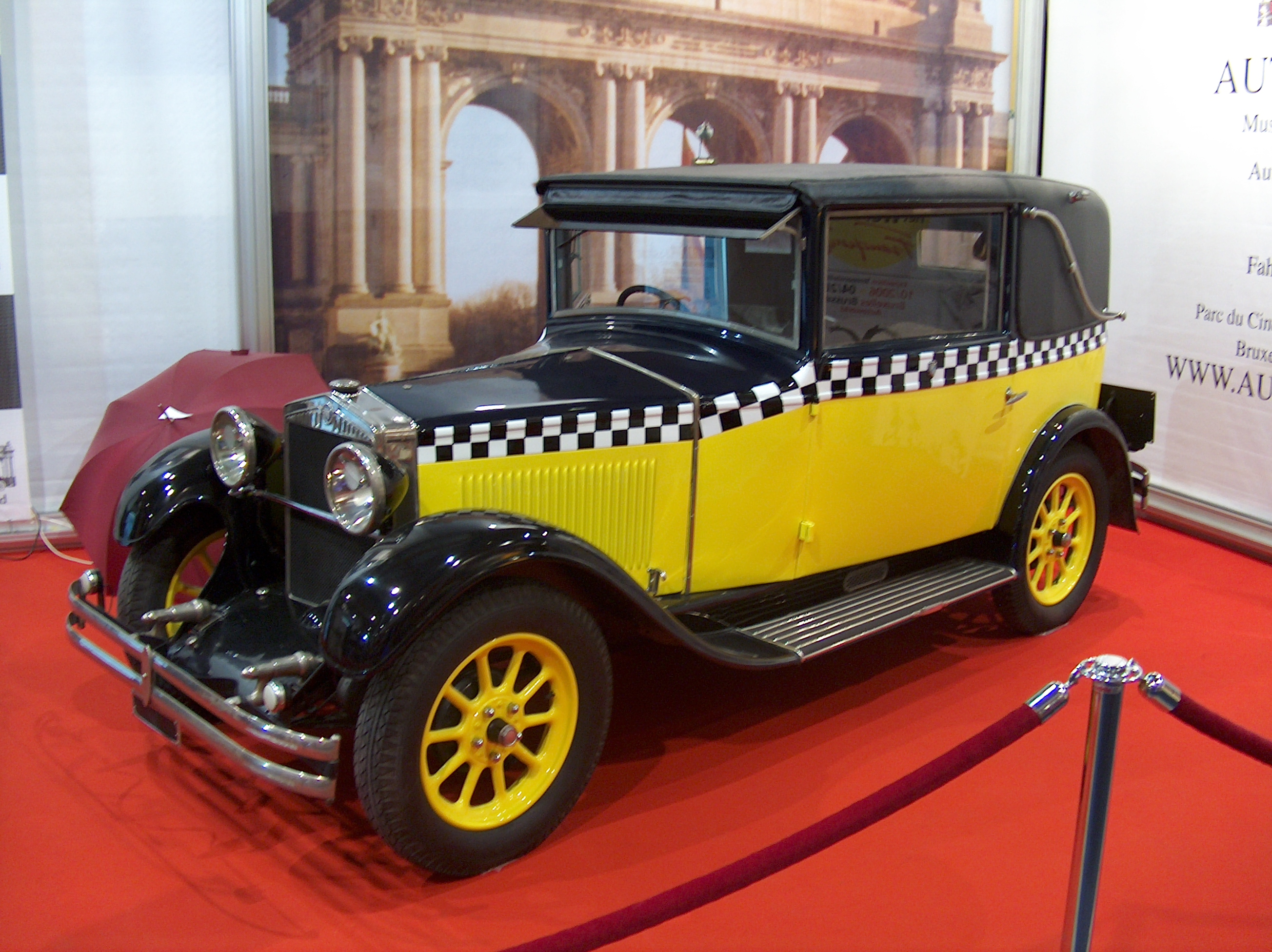
Una Fiat 509

Sempre prima dello scoppio della guerra l'azienda madre fondò la "Fiat lubrificanti", allargò le sue attività estere con l'apertura di una società in Russia e iniziò la produzione in serie della Fiat Zero di cui costruirà circa 2 000 esemplari, forniti anche di impianto elettrico. Naturalmente la produzione civile venne quasi completamente convertita a uso bellico durante il conflitto e il modello Fiat 501 venne assemblato soprattutto per il Regio Esercito.
Alla ripresa produttiva post bellica nel 1919 l'azienda torinese presentò la "Fiat 501" a uso civile, di cui riuscì a mettere sul mercato quasi 45 000 unità. Nel frattempo proseguì anche la diversificazione nel campo dei veicoli industriali e dell'accessoristica; quest'ultima rappresentata dalla fondazione della Magneti Marelli.
Nel 1920 la FIAT, con un capitale versato pari a 200 milioni di lire, occupava 25 000 operai e 2 500 impiegati, costruendo oltre 100 veicoli ogni giorno, tra autovetture, autocarri e trattrici agricole. La produzione dei suoi vari opifici, che raggiungevano la superficie coperta di 1.300.000 metri quadrati, era anche estesa alla costruzione di aeroplani e di motori per l'aviazione, per la nautica e per l'industria, oltre al materiale ferroviario e alla realizzazione di acciai speciali.
I modelli in produzione negli anni '20 spaziavano dall'utilitaria Fiat 509 alla lussuosa berlina Fiat 519, equipaggiata di freni su tutte le 4 ruote e di volante regolabile.
Un'innovazione tecnologica importante fu quella del 1928, dove la Fiat, prima al mondo, utilizzò l'alluminio per la costruzione delle teste dei motori.
Dopo la visita del Senatore Agnelli agli stabilimenti della Ford, fondata da Henry Ford nel 1903 negli Stati Uniti d'America, apparve evidente che l'unica via percorribile fosse quella di operare in serie, attraverso la catena di montaggio. Le prime manifestazioni del nuovo metodo di costruzione furono evidenti dopo l'inaugurazione del Lingotto, modernissimo stabilimento di 153 000 m2, disposto su cinque piani e con la presenza sul tetto di una pista di prova per i nuovi modelli.

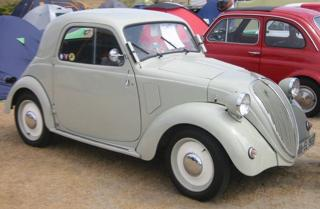
Fiat 500 Topolino

Il decennio antecedente lo scoppio della seconda guerra mondiale è caratterizzato dalla politica autarchica voluta da Mussolini che impedì uno sviluppo all'estero dell'azienda, ma che aiutò nell'espansione sul mercato interno. Fu di questo periodo l'esordio della Fiat 508 Balilla, presentata nel 1932, inizialmente fornita di cambio a 3 marce e in un secondo tempo (dal 1934) con uno più moderno a 4, che segnò il nuovo record di produzione per la Fiat con oltre 110 000 esemplari. Pochi anni dopo il record fu sbriciolato con la Fiat 500, conosciuta nella prima versione con il nomignolo di Topolino e che, presentata nel 1936, in un ventennio di produzione riuscì a raggiungere l'invidiabile cifra di oltre 500 000 unità.

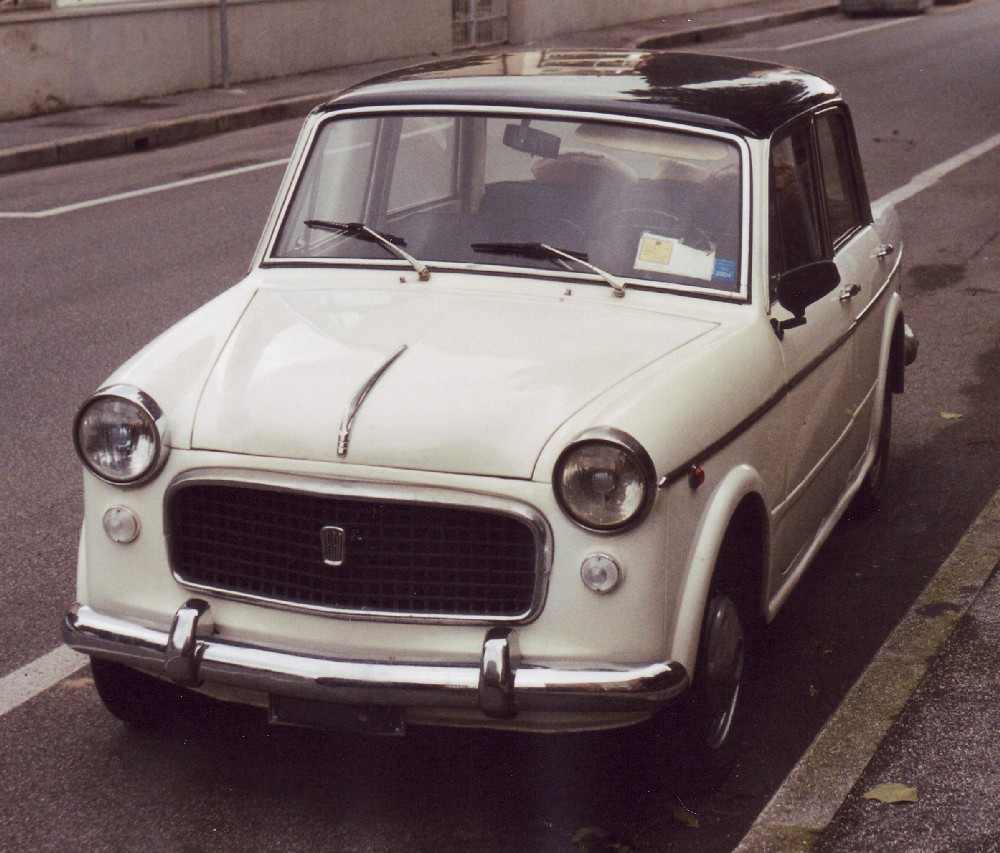
Fiat 1100

Appena prima dello scoppio della guerra venne inaugurato anche il nuovo stabilimento di Mirafiori, dove ebbe inizio la turnazione del lavoro sull'arco delle 24 ore.
Un modello che non può essere dimenticato è la Fiat 6 cilindri 1500, lanciata alla fine del 1935, che si distinse per un'innovativa linea aerodinamica e filante della carrozzeria; questa nuova linea, molto accattivante, fu estesa (ovviamente in formato ridotto) dalla "Topolino" nel 1936 e dalla Fiat Nuova Balilla 1100, la prima Fiat a fregiarsi del titolo di "1100", che fu immessa sul mercato nel giugno 1937.
L'ultimo prodotto anteguerra - uscito nel 1938 - fu l'ammiraglia Fiat 2800: per ovvie ragioni (la natura stessa della vettura e lo scoppio della seconda guerra mondiale) questo modello, che inaugurò, in casa Fiat, una nuova forma del cofano (un muso detto a spartivento) fu costruito (anche in versione "militare") in soli 621 esemplari sino al 1944.
La seconda guerra mondiale portò a una drastica riduzione della produzione di autovetture, con una conversione delle linee alla costruzione di veicoli commerciali richiesti dalle esigenze belliche. Gli impianti subirono gravissimi danni a causa dei bombardamenti e furono pressoché fermati.

### La produzione Fiat del dopoguerra

La 500 B trasformabile del 1948: la vettura e il posto di guida. Si noti la doppia racchetta del tergicristallo, in pratica l'unico particolare (assieme al sistema d'apertura del cofano motore) che consente di distinguere la 500 B dalla precedente 500, dotata di racchetta unica

La fine del conflitto mondiale lasciò un cumulo di macerie degli impianti industriali e si sommò, per l'azienda, alla morte del suo cofondatore e il conseguente passaggio della dirigenza al prof. Valletta: solo nel 1948, e grazie agli aiuti stanziati dal Piano Marshall, terminarono i lavori di ricostruzione degli stabilimenti e riprese in pieno la produzione di autovetture. Già sul finire del 1945, comunque, cominciarono a lasciare la fabbrica le prime autovetture: la gamma era quella dell'anteguerra (decurtata della grossa "2800" da rappresentanza) e comprendeva dunque tre modelli di base: la 500 "Topolino", la 1100 e la sei cilindri 1500.
Nel 1948, alla fine di giugno, si ebbe il primo rinnovamento del dopoguerra: nacque la 500 B, che differiva dalla precedente soprattutto per una modifica al sistema di distribuzione del motore, che passò dalle "valvole laterali" alle più moderne ed efficienti "valvole in testa", con un guadagno di potenza (da 13 a 16 HP) e di velocità (da 85 a 95 km/h). Praticamente inalterata apparve invece la carrozzeria. Meno di tre mesi dopo, nel settembre del 1948, uscì la prima station wagon italiana prodotta in serie: si trattava della 500 B "Giardiniera" che, sulla meccanica della 500 B appena immessa sul mercato, montava una carrozzeria molto originale (allora definita "giardiniera"), caratterizzata dalle fiancate in legno: la vetturetta offriva un'abitabilità di 4 posti "veri" più un discreto bagagliaio, sempre con una cilindrata di appena 570 cm³. Contemporaneamente, anche i modelli superiori, 1100 e 1500, vennero "aggiornati" assumendo le nuove denominazioni rispettivamente di "1100 B" e di "1500 D".
Nel 1949 la Topolino cambiò veste e divenne 500 C. A marzo, la nuova versione venne esposta in anteprima al Salone Internazionale dell'Auto di Ginevra: la meccanica era praticamente invariata, mentre la carrozzeria abbandonò i fanali sporgenti dai parafanghi e si fece più arrotondata e moderna. La stessa modifica interessò ovviamente anche la versione "Giardiniera". La presentazione in Italia delle due versioni avvenne due mesi dopo, nel maggio 1949.

La Fiat 1500 E berlina del 1949/50

Alla Fiera del Levante di Bari, nel settembre 1949, il rinnovamento riguardò la 1100 e la 1500, la cui denominazione assunse il suffisso "E": se per la 1100 il rinnovamento era opportuno e comprensibile in quanto il modello era destinato a rimanere in produzione ancora a lungo, lo stesso non si può dire per la sorella maggiore 1500, dal momento che era imminente il lancio dell'erede, la 1400, che nacque appena sei/sette mesi dopo. Comunque, tanto la 1100 E quanto la 1500 E si differenziavano dalle precedenti 1100 B e 1500 D per alcune modifiche estetiche, determinate soprattutto dalla scomparsa della ruota di scorta esterna, ora alloggiata in un apposito vano (avente anche funzioni di bagagliaio) che era accessibile dall'esterno e che venne a integrarsi nella parte posteriore della carrozzeria. Altre modifiche riguardavano i paraurti (irrobustiti) e l'adozione del comando del cambio con leva al volante, secondo l'imperante moda "americana".

La Fiat 8V nella sua prima versione nel marzo 1952

Solo nel 1950 ci fu la presentazione di un modello veramente nuovo, la Fiat 1400, che mandò definitivamente in pensione la pur valida sei cilindri 1500; fu il primo modello con carrozzeria portante e fornito di serie di impianto di riscaldamento. Negli anni immediatamente successivi verranno presentati anche dei veicoli "inusuali" nella produzione dell'azienda fino ad allora: nel 1951 uscì la Fiat Campagnola, mezzo fuoristrada di derivazione della statunitense Jeep, utilizzata dall'esercito americano durante la guerra, mentre l'anno dopo (1952) fu la volta della Fiat 8V, una berlinetta sportiva a 2 posti caratterizzata dalle sospensioni a 4 ruote indipendenti, novità per l'azienda torinese. Altro traguardo importante raggiunto nel 1951 è rappresentato dalla presentazione di un aereo, il modello G80, primo jet costruito in Italia.
Nel campo delle utilitarie, il Salone di Bruxelles del gennaio 1952 tenne a battesimo la nuova versione station wagon della 500 C, definita "Belvedere" e caratterizzata dalla carrozzeria interamente metallica (la precedente "Giardiniera" aveva le fiancate in legno/masonite).

La Fiat Campagnola (con motore Diesel) del 1953

Il 1952 non fu un anno particolarmente ricco di novità, tuttavia, oltre alla Belvedere metallica e alla sportiva 8V, vide la luce il modello 1900 nelle due versioni: la berlina (quasi identica alla 1400 ma con mascherina con più cromature, lunotto ampliato e interni più lussuosi) e la due porte denominata "Granluce". La nuova 1900 era caratterizzata, tecnicamente, dall'adozione di uno speciale giunto idraulico che rendeva più fluida la marcia.
Da segnalare ancora che, a fine anno, l'autocarro leggero Fiat 615 venne venduto anche con motorizzazione Diesel, un piccolo propulsore di 1,9 litri alimentato a gasolio che equipaggiò, l'anno dopo, la prima autovettura Diesel della Fiat, la 1400 Diesel.
Nel 1953 l'occupazione negli stabilimenti raggiunse la cifra di 71 000 unità mentre nel campo della tecnica venne prodotta la prima versione della Fiat 1400 con motorizzazione Diesel, ripresa dall'autocarro leggero tipo 615. Dello stesso anno fu la commercializzazione del modello Fiat 1100 nella sua nuova edizione a struttura portante denominato e conosciuto come "modello 103" e considerato un po' come l'erede della 508 Balilla. Di questo fortunato modello, destinato a recitare una parte da protagonista tra i modelli Fiat per oltre quindici anni (sarà sostituito dalla Fiat 128 nel 1969), uscì anche, a fine anno, la versione "spinta" TV (Turismo Veloce) seguita, all'inizio del 1954, dalla station-wagon (Familiare la definizione dell'epoca).
Nel 1954 la Fiat non presentò grandi novità: al Salone dell'automobile di Torino di primavera, a parte la vettura sperimentale a Turbina (esposta più che altro per scopi pubblicitari) vennero presentate le nuove 1400/1900 nella serie contrassegnata dal suffisso "A" e caratterizzata da una carrozzeria ammodernata e da alcune piccole modifiche meccaniche.

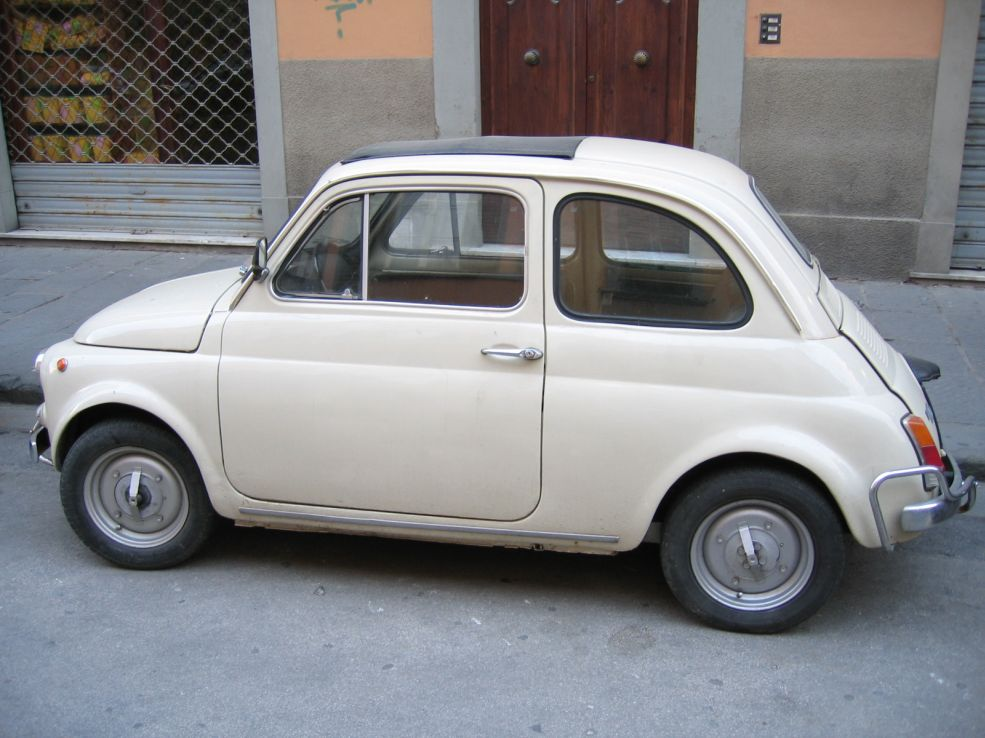
Fiat 500 L

Il 1955 fu caratterizzato dal ritiro dal mercato della 500 C e dalla presentazione della Fiat 600, primo modello che veramente diede inizio alla motorizzazione di massa degli italiani, che fu seguita nel 1956 dalla originalissima derivata Fiat 600 Multipla, prima "monovolume" italiana.
Il 1956, Multipla a parte, vide uscire una nuova serie di 1400/1900 (tipo "B") e di 1100/103 (tipo "E") mentre il 1957 fu l'anno che segnò la nascita della Nuova 500 e di una nuova serie di 1100/103 con "codine" più lunghe pronunciate (definita anche come "modello '58" questa serie di 103, che seguì alla "E" del '56, venne contraddistinta ufficialmente dal suffisso "D").
Alla fine del 1957 uscì anche, in sostituzione della 1100/103 TV, la meno sportiva ma più lussuosa Fiat 1200 "Granluce", che, pur sostanzialmente basata sul corpo vettura della 1100/103, aveva un padiglione assai più moderno e luminoso. Le vendite della 1200 iniziarono nel 1958, anno che non registrò alcuna novità di rilievo in casa Fiat.
Il decennio si chiuse, nel 1959, con la cessazione della produzione delle ormai superate 1400/1900, sostituite dalle modernissime ancorché "spigolose" 1800/2100.
Nel 1961, fu ritirato dalla produzione il tipo 1200, sostituito dalla 1300/1500.

### Modelli anni sessanta
Nell'arco di pochi anni la società cercò di coprire le varie richieste degli automobilisti spaziando dalle piccole cilindrate alle grandi berline e presentando i vari modelli con allestimenti berlina, giardinetta, coupé e spider, diventando, in quanto azienda automobilistica più grande, uno dei perni del cosiddetto "boom economico" di quegli anni.

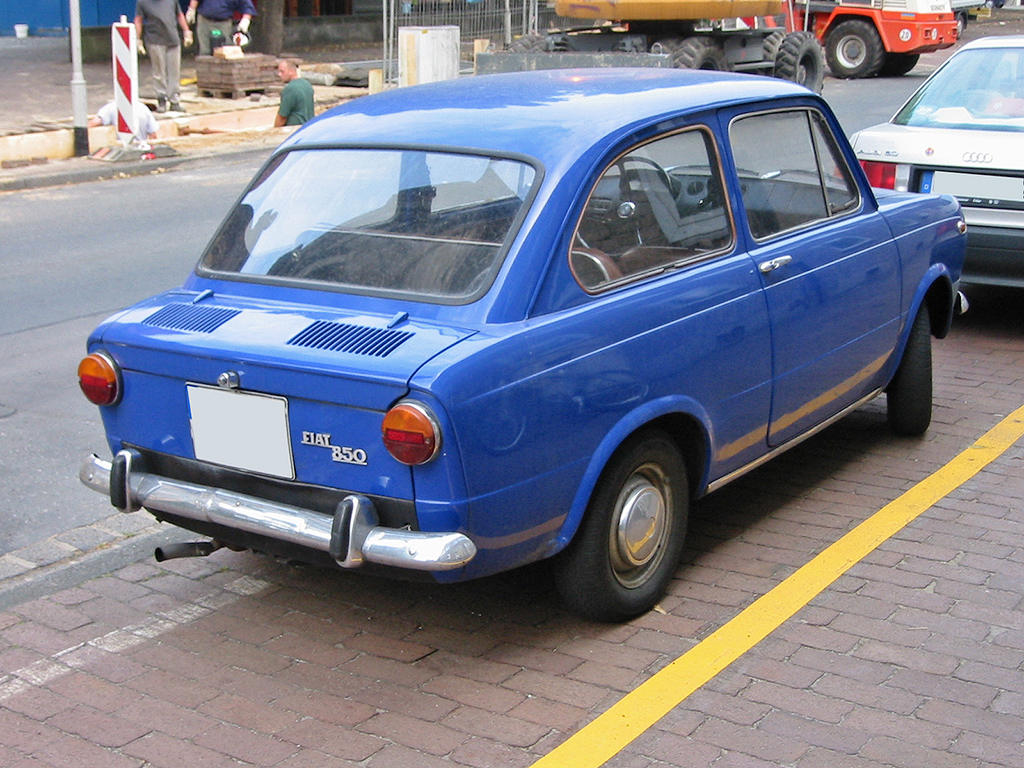
Fiat 850

Nel 1964 venne messa in produzione un'altra autovettura destinata a un notevole successo, la Fiat 850, nella sua classica versione berlina e in quelle, altrettanto di successo, coupé e spider. Nel 1966, stesso anno in cui ebbe luogo il passaggio di consegne tra Valletta e Gianni Agnelli, fu presentata la vettura più sportiva della gamma, la Fiat Dino progettata in parte con la Ferrari, che ne presentava un modello omologo.
I primi anni della nuova gestione furono caratterizzati da nuovi modelli che man mano sostituirono quelli prodotti nel primo dopoguerra, presentando nel 1966 la Fiat 124, che riuscì a fregiarsi del titolo di Auto dell'anno e sulla cui meccanica la Pininfarina creò un modello spider molto apprezzato. Nel 1967 uscì la Fiat 125 e contemporaneamente l'azienda intensificò la sua presenza produttiva nel Sud Italia; inoltre acquistò parte della Ferrari e la totalità della Lancia. Il 1969 vide la presentazione della prima autovettura torinese con il motore e la trazione anteriori, la Fiat 128, anch'essa destinata a un buon successo di vendita e a fregiarsi del titolo di Auto dell'anno. Dello stesso anno fu anche la Fiat 130, ammiraglia della casa con i suoi motori V6 da 2800 e 3200 cm³.

### Modelli anni settanta

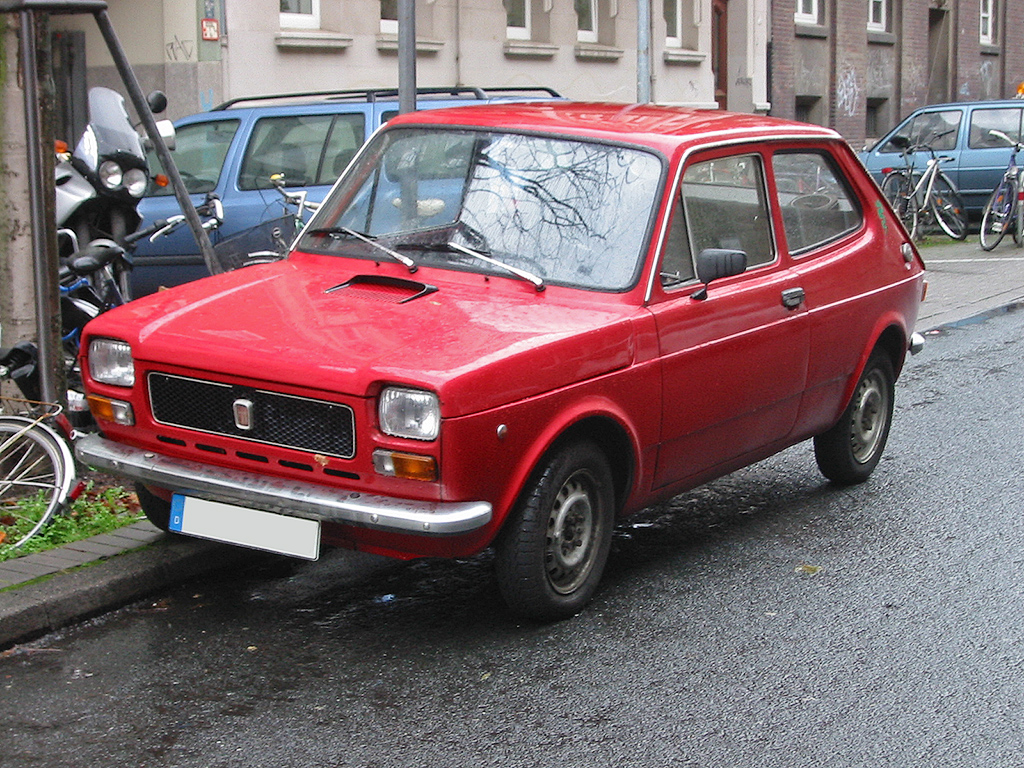
L'utilitaria Fiat 127 è stata l'auto più importante della gamma FIAT negli anni settanta sia in Europa sia in Sud America, dove è stata venduta in una versione modificata nota come 147

Gli anni settanta furono degli anni molto difficili per il gruppo FIAT, che dovette affrontare un periodo di forti difficoltà dovute sia alle frequenti agitazioni e tensioni che colpivano anche le fabbriche (spesso soggette a scioperi e occupazioni), sia alla concorrenza straniera sul mercato italiano, incrementata dal graduale abbattimento delle barriere doganali. Nonostante ciò la politica aziendale previde una continua espansione all'estero, che dopo il fallimento del matrimonio FIAT-Citroën, si basava su accordi con produttori locali e sull'apertura di nuovi stabilimenti: nel 1970 ebbe inizio la produzione della Fiat 124 in Unione Sovietica (sotto il nome di Lada 2101/2102, nota comunemente come Žiguli) e nel corso del decennio si rafforzarono gli accordi con la jugoslava Zastava, con la turca Tofaş, con la polacca FSM e nacque in Brasile la Fiat Automóveis. Nel 1971 entrò nel gruppo il marchio Abarth, mentre nel 1975 tutta la produzione di veicoli industriali (con i marchi Fiat Veicoli Industriali e Lancia Veicoli Speciali) fu inglobata nel neonato marchio Iveco. Nel 1978 l'azienda subì un radicale cambiamento di struttura con la creazione della Fiat Auto S.p.A. sotto la quale vennero raggruppate tutte le aziende del gruppo attive nel comparto automobilistico (FIAT, Lancia, Autobianchi e Abarth) con l'eccezione della Ferrari, che faceva capo direttamente alla holding, scindendo le attività collaterali in nuove denominazioni sociali come Fiat Ferroviaria, Fiat Avio e Fiat Trattori.
Per quanto concerne le automobili prodotte, gli anni settanta hanno visto l'arrivo e l'affermazione di nuovi modelli innovativi ma anche l'addio a modelli importanti, che avevano fatto la storia del marchio sia in positivo sia in negativo. Il 1970 fu l'anno dell'aggiornamento di metà carriera per le berline medie 124 e 125, mentre l'anno successivo furono lanciate le versioni coupé dell'ammiraglia Fiat 130 e della compatta 128 (che ricevette anche la versione sportiva Rally), ma soprattutto l'utilitaria 127, erede dell'ormai obsoleta Fiat 850 (che rimase comunque un altro anno a listino nelle versioni coupé, che nel 1971 stesso ricevette un aggiornamento, e altri due anni in versione spider) e dotata di un pianale moderno con schema "tutto avanti" che garantì al modello un enorme successo, culminato nel premio Auto dell'anno 1972 e nel milione di esemplari venduti dall'esordio alla fine del 1974.
Il 1972 portò contemporaneamente nuovi modelli in vari segmenti di mercato, innanzitutto quello delle vetture da città, con la nuova Fiat 126 che rileva la 500 (che rimase comunque in produzione nella versione R, abbreviazione di "Rinnovata"), quello delle berline di fascia medio-alta con la Fiat 132 (erede della vecchia 125, fu la prima auto del marchio a essere in parte assemblata da robot) e quello delle autovetture sportive con la roadster Fiat X1/9 (progettata e costruita da Bertone, è ricordata come la prima e unica auto del costruttore torinese a motore centrale posteriore) che rimpiazza la vecchia 850 Spider. Altre novità interessarono l'intera gamma 124, oggetto di aggiornamenti estetici e motoristici, e la berlina compatta 128, ma nello stesso anno uscirono dai listini due sportive: la piccola 850 Coupé (sostituita dalla 128 Coupé) e soprattutto la più grande Dino, sportiva frutto di un accordo stipulato nel decennio precedente con la Ferrari e a oggi unico esempio di supercar a marchio FIAT. 

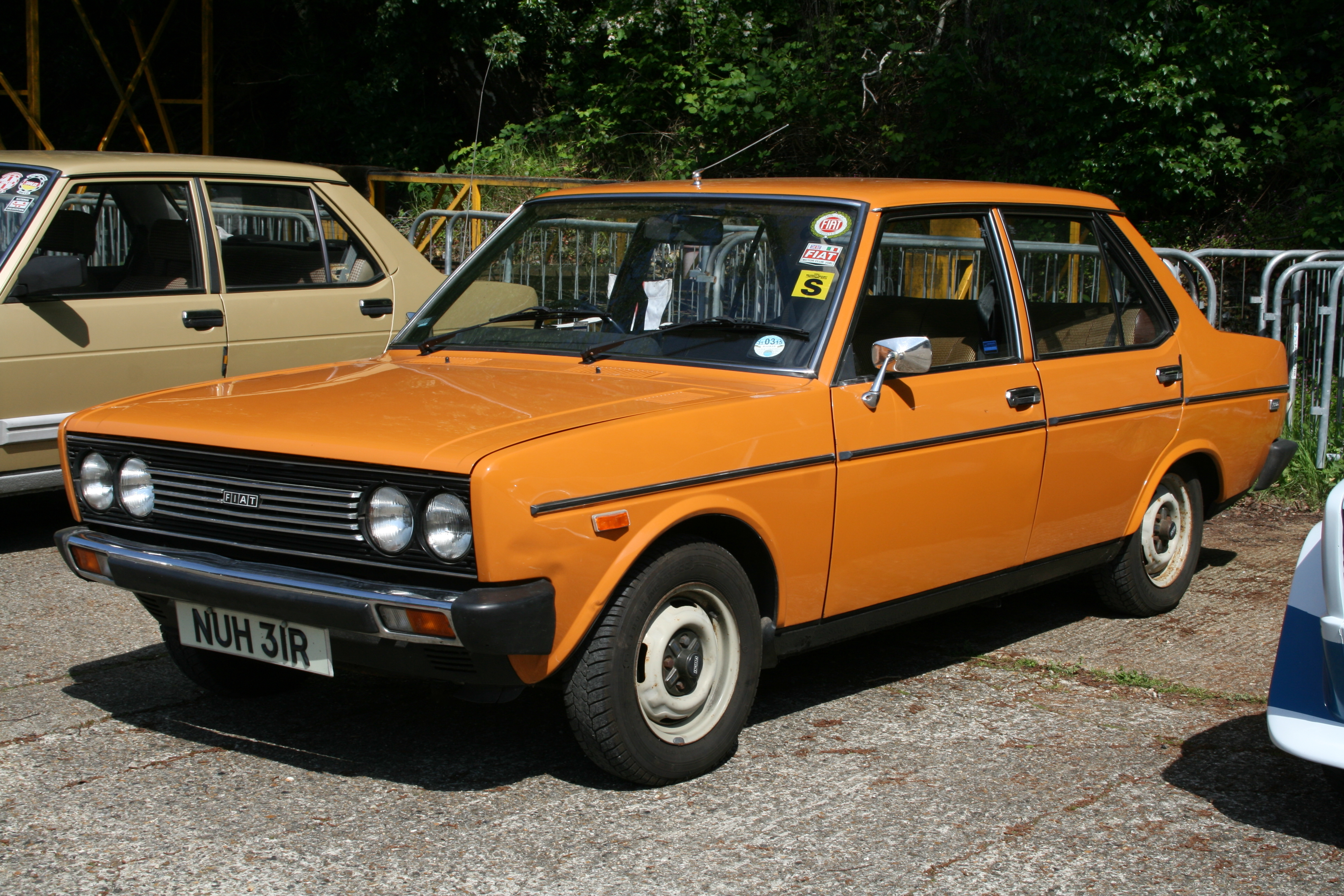
La berlina media Fiat 131, lanciata nel 1974, è uno dei prodotti più importanti del marchio negli anni settanta ed è ricordata anche per i suoi successi nei rally con il nome di Fiat 131 Abarth Rally

Dopo un 1973 privo di novità di sorta ma caratterizzato da una pesantissima crisi petrolifera, in cui uscirono di produzione sia la 850 Spider sia la prima serie di Campagnola, nacque nel 1974 la sostituta della berlina media 124, la nuova Fiat 131, assemblata nello stabilimento di Mirafiori con l'uso di nuove tecnologie in parte robotizzate e ricordata anche per i suoi trascorsi nei rally. Lo stesso anno vede inoltre l'esordio dell'utilitaria Fiat 133, un prodotto poco riuscito e basato sul vecchio pianale della 850 inserito a metà fra la piccola 126 e la più grande 127 venduto solo all'estero (soprattutto in Spagna e Argentina), di un restyling per la berlina medio-alta 132 e l'esordio della seconda generazione del fuoristrada Campagnola.
Il 1975 vede l'entrata in commercio della nuova 128 3P, versione aggiornata con portellone posteriore della 128 Coupé, ma vede anche l'uscita dal listino della sportiva 124 Coupé (che avrà un'erede solo negli anni novanta), della 124 Spider nel Vecchio Continente (l'auto rimane comunque a listino in Nord America, suo principale mercato, col nome di Fiat Spider fino al 1981) e soprattutto della celebre Nuova 500, che abbandona le linee di produzione il 1º agosto del 1975 dopo diciott'anni di carriera e quasi quattro milioni di esemplari prodotti (contando solo le berline a marchio FIAT). Nell'anno seguente, invece, esce di listino la versione berlina dell'ammiraglia 130 che a causa dello scarso successo non riceve alcun'erede, arrivano degli aggiornamenti sia per la piccola 126 sia per la più grande 128, il furgone 850T viene sostituito dalla sua evoluzione 900T, viene lanciata in serie limitata di soli 400 esemplari la versione stradale della 131 Abarth Rally e inizia la produzione in Brasile della 147, versione adattata al mercato brasiliano della 127 che è ricordata per essere la prima autovettura al mondo a essere alimentata sia a benzina sia a etanolo. Nel 1977 arrivano degli aggiornamenti sia per l'utilitaria 127 (ora disponibile anche in versione sportiva e in versione furgonata, che prende il nome di Fiorino) sia per la berlina 132, e abbandona il mercato la 130 Coupé, unica esponente della gamma 130 ancora a listino.

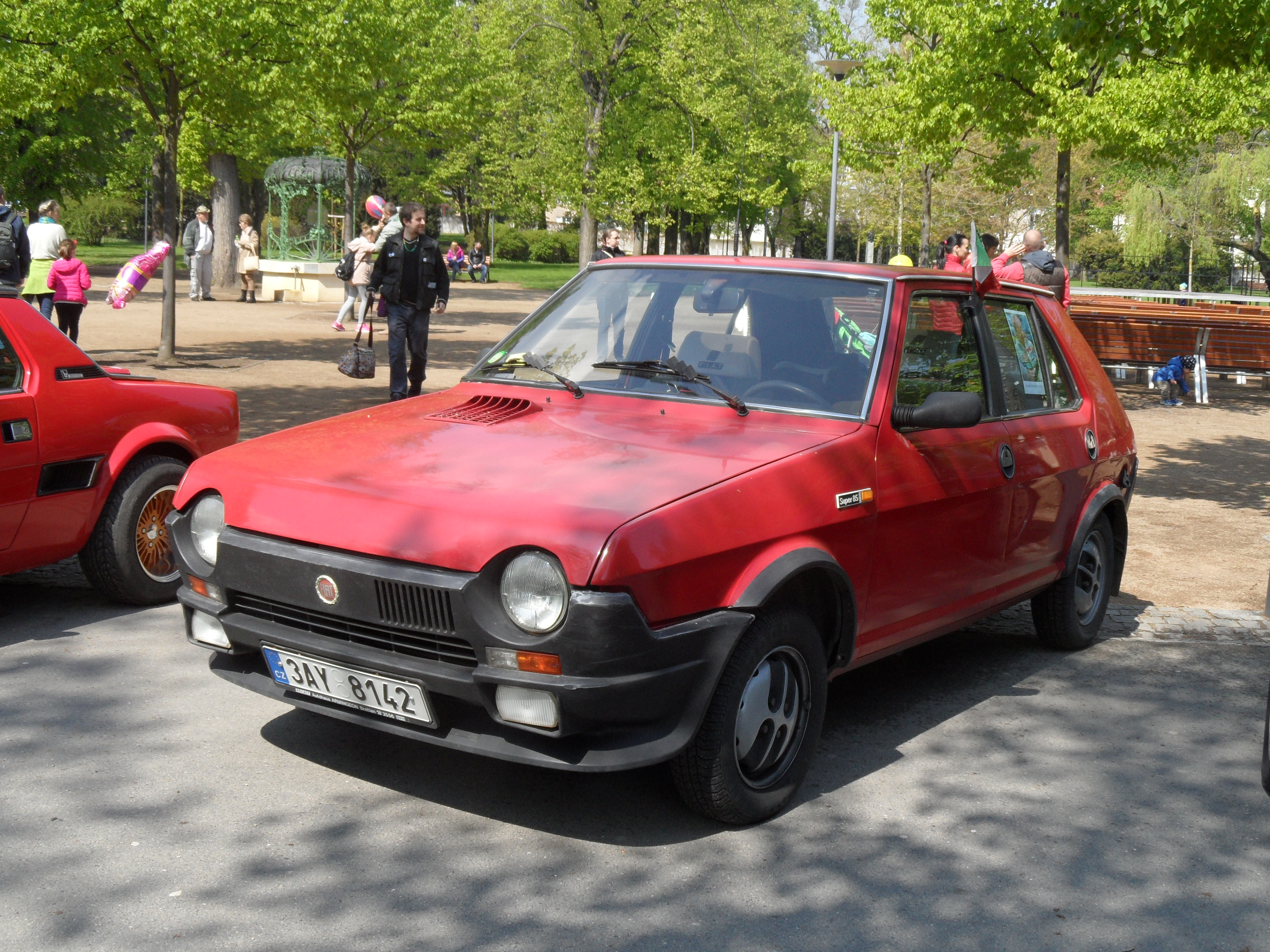
La berlina media Fiat Ritmo del 1978 è celebre per il suo stile di rottura e per essere la prima compatta FIAT con carrozzeria hatchback

Nel 1978 entrò in produzione la Fiat Ritmo, erede della 128 (che non viene però rimpiazzata totalmente, dato che rimane a listino fino al 1985) caratterizzata da un corpo vettura a due volumi che si distaccava notevolmente nelle linee da tutta la produzione precedente e che aveva la caratteristica curiosa di dover essere stata messa sul mercato dei paesi anglofoni come Fiat Strada, a causa del significato del nome, che, nello slang inglese, sta a significare ciclo mestruale. Lo stesso anno vede arrivare delle novità per la berlina media 131, che guadagna fra le altre novità i propulsori a gasolio (che nello stesso anno entrano anche a far parte della gamma dell'ammiraglia 132) e per la roadster X1/9. Infine, nel 1979 anche la Campagnola guadagna i propulsori a gasolio, di produzione SOFIM come quelli delle berline.
Per quanto riguarda i telai, negli anni settanta FIAT è interessata da un processo di rivoluzione che porta alla ribalta la trazione anteriore nel settore delle berline compatte e delle utilitarie, soluzione che nel corso degli anni diverrà sempre più diffusa nel mondo dell'automobile. Nello stesso periodo, inoltre, viene lanciata l'unica vettura con motore centrale posteriore mai prodotta da FIAT, ossia la X1/9. In ambito motoristico, invece, il costruttore torinese punta fortemente sui motori benzina di progettazione Giacosa e Lampredi; i primi, i cui esponenti più celebri erano il bicilindrico della 500 e il Serie 100, vennero montati soprattutto sulle utilitarie, mentre i secondi, di cui facevano parte fra gli altri i bialbero Lampredi, ebbero applicazione soprattutto nella fascia media e alta del mercato. Nella fine del decennio, inoltre, FIAT inizia a tenere in considerazione anche l'impiego di propulsori a gasolio di produzione SOFIM, soprattutto nel settore dell'alto di gamma, per contrastare l'offerta dei rivali tedeschi e francesi.

### Modelli anni ottanta

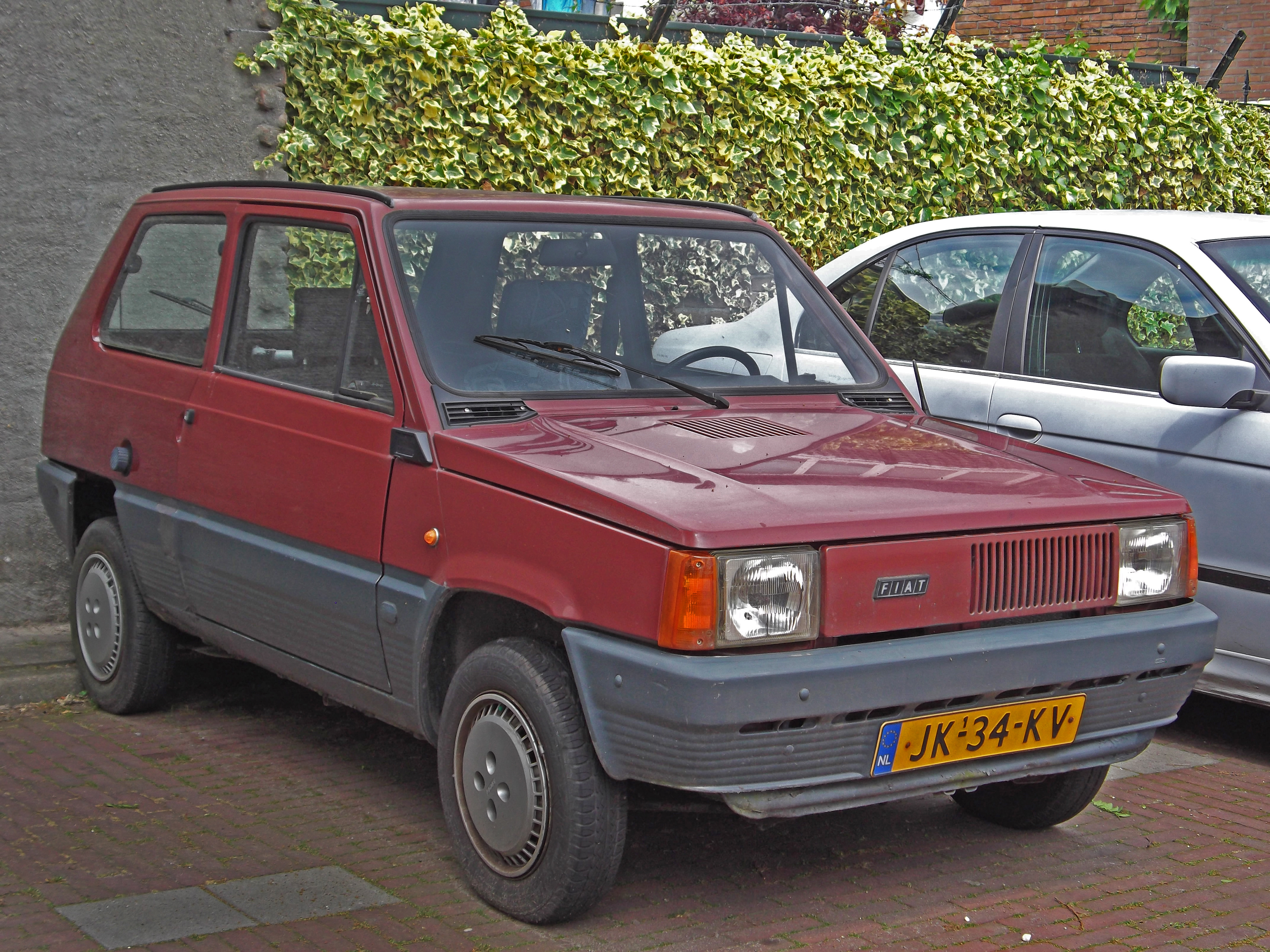
La Fiat Panda, vettura da città introdotta nel 1980, è ancora oggi un modello fondamentale per il marchio FIAT in Europa

Negli anni ottanta la gamma FIAT venne completamente rivisitata, accogliendo numerosi nuovi modelli che ai loro tempi hanno portato in dote delle innovazioni e delle qualità notevoli per le fasce di mercato di appartenenza. Alcuni di questi modelli sono ancora oggi presenti nella gamma del marchio torinese per via del successo avuto nel tempo. In questo periodo il gruppo torinese attraversava una fase molto positiva: le vendite dei marchi Fiat, Lancia e Autobianchi erano molto elevate e il gruppo FIAT divenne il maggior produttore di automobili europeo e il quinto più grande al mondo. Ai marchi già citati si aggiunse poi Alfa Romeo, che fu acquistata dall'IRI nel 1986 per via della situazione disastrosa in cui versava la casa del Biscione, mentre quattro anni prima SEAT (azienda automobilistica spagnola i cui azionisti erano il governo spagnolo e FIAT, la quale deteneva una minoranza del capitale) interruppe la cooperazione con il gruppo torinese a causa di varie discussioni inerenti alla volontà del governo spagnolo di un aumento di capitale da parte del gruppo FIAT, che rifiutò l'offerta. L'espansione globale del gruppo torinese, iniziata negli anni settanta, continuò con successo anche nel decennio successivo: FIAT abbandonò il mercato nordamericano (tradizionalmente ostico per il gruppo) nel 1982 ma continuò a investire con ottimi riscontri su altri mercati, soprattutto in Sud America (e, in particolare, in Brasile).
Per quanto riguarda i modelli prodotti, nel 1980 esordirono l'aggiornamento del 900T Panorama (che prese il nome di 900E), le 127 5 porte, Diesel (127 D, su base 147 e dotata di un innovativo propulsore da 1301 cm³) e giardinetta (127 Panorama, anch'essa su base 147, sostituisce la 128 Familiare), ma soprattutto la Panda: la nuova utilitaria, posta a metà tra la 126 e la 127 nella gamma FIAT sostituiva (ove presente) la 133, che rimase sul mercato fino al 1982. Caratterizzata da una notevole abitabilità per il segmento e da una notevole robustezza, nonché da prezzi concorrenziali, questo modello sarà uno dei pilastri del marchio del Lingotto sino ai giorni nostri. L'anno seguente, invece, esordì la nuova ammiraglia FIAT, la Argenta, che in realtà era un restyling molto profondo della 132 e fu un insuccesso commerciale, salutando i listini solo quattro anni più tardi. Nello stesso anno arrivarono dei restyling anche per la 127 e per la 131.

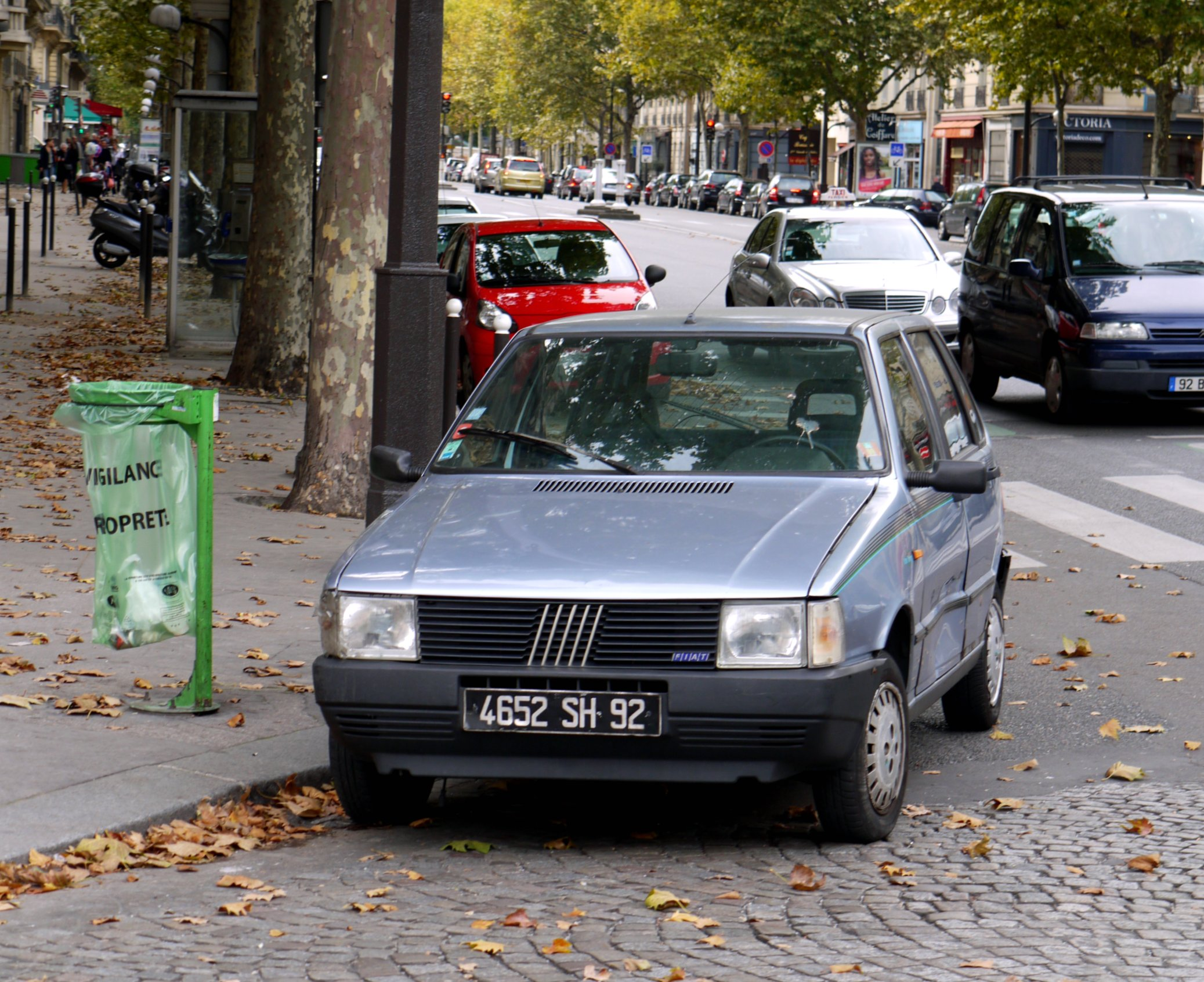
La Fiat Uno è il prodotto più importante della gamma FIAT negli anni ottanta ed è anche l'auto più venduta nella storia del marchio torinese, avendo avuto buoni riscontri commerciali in tutti i mercati ove è stata commercializzata

Nel 1982, invece, oltre al restyling della Ritmo e alla nuova Panda Super (che inaugurò il nuovo family feeling del marchio, che metteva in evidenza le cinque barre cromate del logo FIAT), è da segnalare che le due spider X1/9 e 124 Spider uscirono dalla gamma FIAT per essere prodotte dai carrozzieri che le avevano disegnate, rispettivamente Bertone e Pininfarina. Di ben altro registro fu il 1983, anno in cui esordì la nuova Fiat Uno (design di Giugiaro), degna erede della Fiat 127 (che rimase a listino fino al 1987 nelle versioni Unificata, Diesel e Panorama introdotte nello stesso anno) e che sarà poi premiata come Auto dell'anno 1984: è la prima autovettura della casa a montare uno dei motori più apprezzati della casa torinese, il FIRE 1000, prodotto dal 1985 negli stabilimenti di Termoli che è a tutt'oggi il modello FIAT che vanta, in tutte le sue varianti, il più grande numero di esemplari costruiti: sono oltre 8 000 000 le Uno prodotte dal 1983 al 2013. Lo stesso anno vide l'esordio della Regata, nuova berlina media a trazione anteriore derivata dalla Ritmo, che sostituì la 131 a trazione posteriore (quest'ultima rimase a listino con alcune modifiche fino al 1985 nella versione wagon denominata 131 Maratea), della Panda 4x4 (primo esempio di piccola vettura a motore trasversale a presentare un sistema 4WD) e di aggiornamenti per Argenta e 126. Infine è da ricordare la fine della produzione della 128, una delle vetture più significative della storia FIAT.
Il 1985 fu l'anno in cui vede la luce l'ammiraglia Croma (design di Giorgetto Giugiaro), che sostituì la Argenta ed era frutto della collaborazione tra le aziende del gruppo e la svedese SAAB le quali, utilizzando la stessa meccanica (progetto Tipo Quattro), diedero luce contemporaneamente alle varie Lancia Thema (1984-1994), Alfa Romeo 164 (design di Pininfarina, 1987-1998) e Saab 9000 (1985-1998). A differenza dell'antenata, la Croma riscosse un maggiore riscontro commerciale. Nel 1985 esordirono inoltre la Regata Weekend (che sostituì la 131 familiare), un ulteriore aggiornamento per la Ritmo e la 126 Made by FSM. L'anno seguente invece vennero aggiornate la citycar Panda e la berlina media Regata, e uscì dal listino il 900E Panorama. Anche il 1987 non previde grandi novità per la gamma FIAT, che perse la gamma 127 e il fuoristrada Campagnola ma vide l'esordio della 126 BIS (ultima evoluzione della 126, dotata di motore a sogliola e bagagliaio posteriore) e della Duna (versione europea delle Fiat Prêmio ed Elba brasiliane, rispettivamente le versioni tre volumi e giardinetta della Uno brasiliana), quest'ultima poco venduta perché caratterizzata da un aspetto sgraziato e da motori fiacchi.

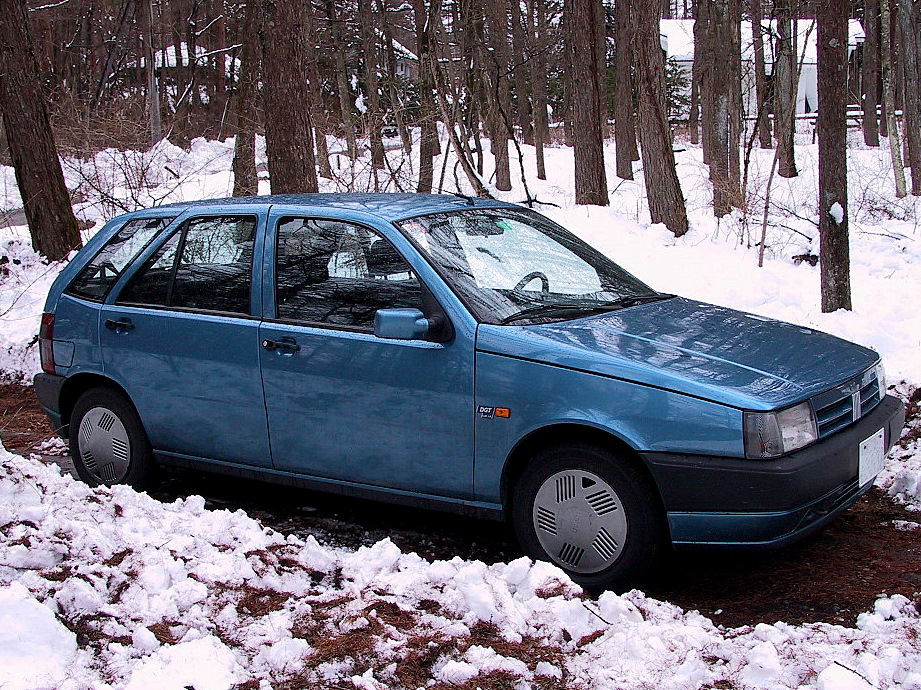
La Tipo è stata una compatta innovativa per i suoi tempi e il suo pianale è stato usato, con vari adattamenti, da vari progetti del gruppo FIAT sino ai primi anni 2010

Nel 1988 esordì la Fiat Tipo, che sostituì, nel campo delle berline a 2 volumi di media cilindrata, la Fiat Ritmo e venne poi eletta Auto dell'anno 1989, per la linea moderna e i contenuti innovativi (su tutti, la zincatura completa della carrozzeria e la strumentazione digitale presente su alcune versioni), mentre l'anno seguente fu caratterizzato dagli aggiornamenti dell'ammiraglia Croma, della piccola berlina Duna e soprattutto dell'utilitaria Uno, che fu profondamente ridisegnata per somigliare maggiormente alla Tipo (da cui il soprannome Tipino che fu attribuito alla seconda serie dell'utilitaria italiana).
Negli anni ottanta la FIAT rinnovò la propria gamma di motorizzazioni (soprattutto a benzina) presentando alcuni motori particolarmente innovativi, su tutti i motori FIRE che furono presentati nel 1985 sotto il cofano dell'Autobianchi Y10 e tutt'oggi usati, con varie modifiche, dalle citycar FCA. Questi motori hanno sostituito gradualmente i vecchi motori della Serie 100, montati per la prima volta nella 600 del 1955, ma per avere la sostituzione completa dei motori FIRE con i Serie 100 si è dovuto attendere il 2000. Nelle fasce di mercato più alte FIAT ha fatto uso di motori di progettazione Lampredi, in particolare motori brasiliani (famiglia FIASA) e motori bialbero (noti anche come bialbero Lampredi), senza dimenticare soluzioni innovative quali il compressore volumetrico delle 131 Volumetrico Abarth e Argenta SX/VX o l'innovativo sistema Energy Saving delle Uno e Regata ES (ES sta proprio per Energy Saving), che in pratica si può considerare come un sistema start&stop ante litteram. Anche nei motori a gasolio la FIAT ha creato delle soluzioni moderne e innovative, come il propulsore da 1301 cm³ della gamma 127 (e poi anche Panda e Uno, su cui fu installata anche una versione turbocompressa di questo motore), ai tempi della sua introduzione il motore Diesel di più piccola cilindrata al mondo oppure il primo propulsore 2.000 turbodiesel a iniezione diretta montato su una vettura di grande serie, che ha fatto il suo esordio nel 1988 sotto il cofano della Croma TD i.d.

### Modelli anni novanta

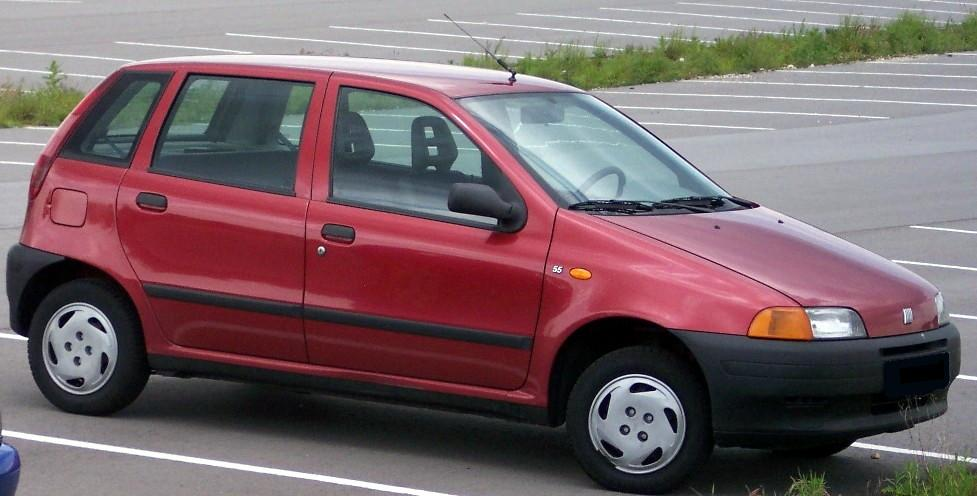
Un esemplare della prima serie di Fiat Punto, una delle automobili più vendute e importanti della gamma FIAT negli anni novanta, prodotta anche in versione cabriolet e sportiva

Gli anni novanta sono caratterizzati dall'arrivo di nuovi modelli più moderni e rispettosi delle normative antinquinamento (nel 1993 fanno infatti il loro esordio le normative Euro 1, quelle Euro 2 esordirono tre anni dopo) e di sicurezza (con la creazione dell'Euro NCAP, nel 1997, che favorì in Europa la diffusione di sistemi di sicurezza come gli airbag e l'ABS). Tra i nuovi modelli ce ne furono alcuni innovativi e che segnarono l'esordio del marchio in nuovi settori di mercato, mentre altri segnarono il ritorno in fasce di mercato abbandonate in passato, così come altri modelli abbandonarono il mercato senza venire sostituiti da modelli analoghi. Gli anni novanta sancirono la volontà del gruppo FIAT di espandersi in tutto il mondo (che vide la sua realizzazione nel progetto 178), ma questi furono anche gli anni in cui iniziò una forte crisi che si aggravò ulteriormente agli inizi del nuovo millennio, sboccando poi nella breve alleanza con General Motors e nel periodo di forti tagli alle attività del gruppo, che si focalizzò sulle attività auto-motoristiche.
Il primo nuovo prodotto lanciato nel nuovo decennio fu, nel 1990, la Fiat Tempra, una berlina media derivata dall'apprezzata Fiat Tipo e che vendette bene fino al 1997 (fuori dall'Europa restò a listino sino al 2000) per via delle sue doti di robustezza, praticità e tecnologia. L'anno successivo la novità più importante fu la Fiat Cinquecento, vettura da città che sostituì alla base della gamma Fiat la vetusta 126 (non in Polonia, dove la 126 rimase in produzione fino al 2000 affiancandosi alle sue eredi) e che divenne nota anche come mini-rally car. Nello stesso anno esordirono poi degli aggiornamenti estetici anche per Panda e Croma, entrambe ispirate dal family feeling introdotto nel 1988 dalla Tipo.
Dopo un 1992 senza particolari novità il 1993 vide innanzitutto il completamento dell'adeguamento alle normative Euro 1 di tutta la gamma della casa del Lingotto iniziato l'anno prima, che comportò la revisione della gamma di motorizzazioni di ogni modello. Successivamente vennero aggiornate esteticamente la piccola Cinquecento, le berline medie Tipo e Tempra e l'ammiraglia Croma, ma la novità più rappresentativa dell'anno fu l'utilitaria Punto, che sostituì la Uno, caratterizzata da una linea innovativa e da contenuti raffinati che garantirono ottimi riscontri sul mercato europeo, culminati con la conquista del premio di Auto dell'anno nel 1995. Nello stesso anno infine esordì la Coupé, prima automobile coupé del marchio FIAT dai tempi della 128 Coupé (uscita di produzione nel 1980), caratterizzata da un aspetto originale e dotata di un motore da 2000 cm³ benzina sia sovralimentato (turbo) sia aspirato a 4 cilindri, sostituito nella seconda serie da un 1.8 4 cilindri 16 valvole e da un 2.0 5 cilindri 20 valvole, sia sovralimentato sia aspirato. La Coupé è tuttora la FIAT più veloce mai prodotta (la sua versione Turbo 20V Limited Edition toccava quota 252 km/h).

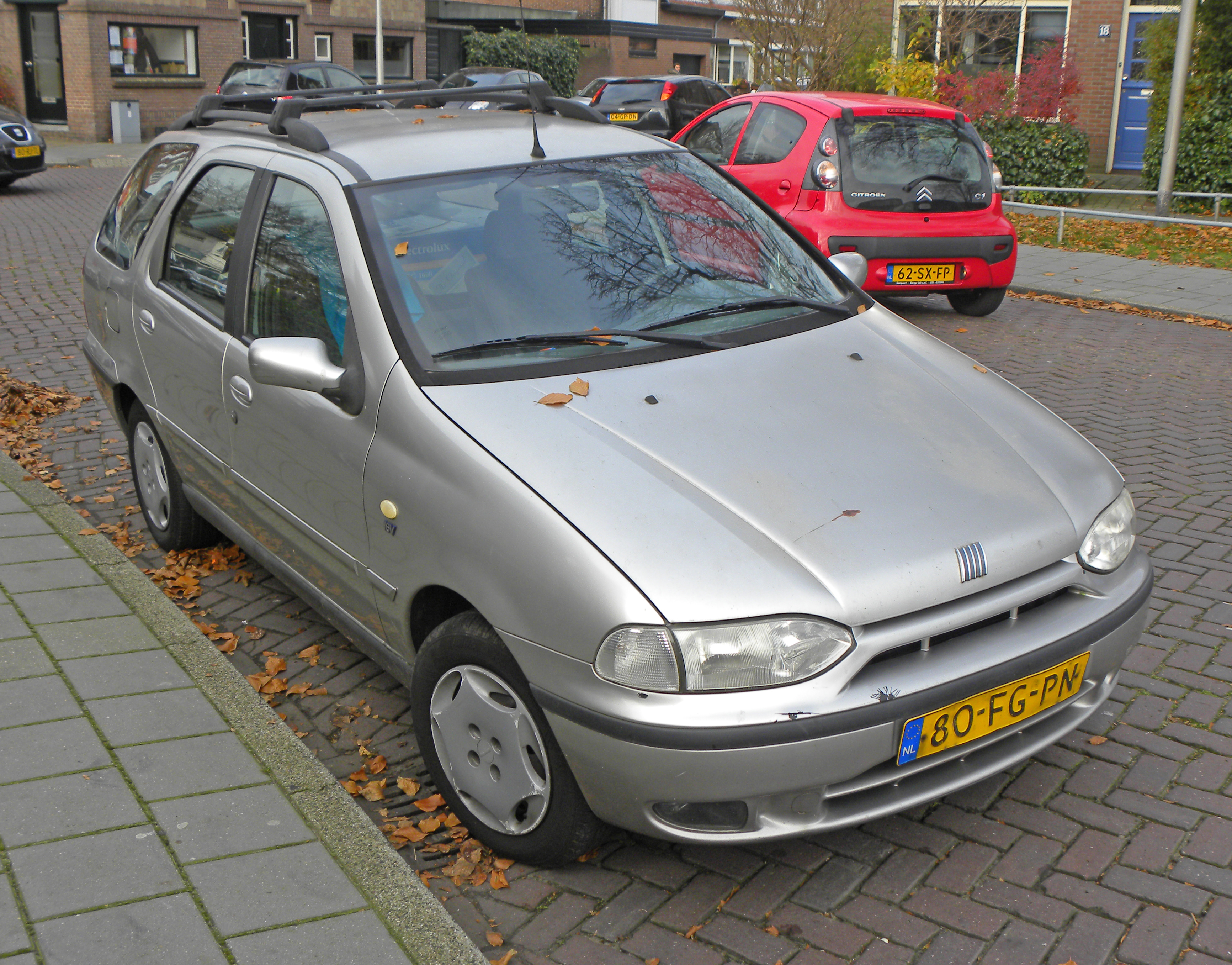
La Fiat Palio, lanciata in Brasile nel 1996, è una world-car figlia del progetto 178 ed è stata venduta in Europa soprattutto in versione giardinetta Weekend (in foto)

Il 1994 fu un anno caratterizzato da due novità assolute per il marchio: nel mese di giugno esordirono la versione cabriolet della Punto e il grande monovolume Ulysse del 1994, che fu prodotto in collaborazione con il gruppo francese PSA (anche come Lancia Z, Peugeot 806 e Citroen Evasion) fino al 2002 nell'ambito del progetto Eurovan (progetto a sua volta parte dell'accordo tra i gruppi PSA e FIAT noto come SEVEL). L'anno seguente invece la Uno uscì di produzione ed esordì la Fiat Barchetta, autovettura spider con motore 1.8 disegnata da Andreas Zapatinas, che sancì il ritorno della FIAT nel settore delle spider (dove mancava dall'uscita di produzione della X1/9 del 1982) e riscosse un buon successo perché economica e affidabile. Vi fu inoltre il lancio delle nuove Fiat Bravo/Brava, compatte, caratterizzate da una linea moderna e innovativa che sostituirono la Tipo e ricevettero il premio di Auto dell'anno nel 1996. Da esse derivò poi la Fiat Marea del 1996, erede della Tempra e prima FIAT con alimentazione bifuel benzina-metano. Nello stesso anno uscì di scena l'ultima ammiraglia del marchio, la Croma (che aveva subito un facelift l'anno prima assieme alla Cinquecento) senza venire sostituita da una nuova vettura di analoghe caratteristiche.
Proprio nel 1996 fece il suo esordio in Brasile la Palio, prima vera world-car (auto destinata ai mercati di tutto il mondo) prodotta dal marchio FIAT. Caratterizzata da linee semplici, da motori robusti e da interni spaziosi, la Palio diede vita a una serie di vetture destinate a vari segmenti di mercato: dalla Palio berlina 3 o 5 porte derivarono poi le versioni Giardinetta (Palio Weekend), berlina tre volumi (Siena) e pick-up (Strada). Successivamente vennero prodotte dalla Palio anche la Albea, una particolare versione della Siena dal posteriore inedito destinata al mercato europeo, e la Perla, una berlina destinata al solo mercato cinese. I veicoli derivati dal progetto 178 furono prodotti nelle fabbriche FIAT di tutto il mondo: dapprima in Brasile e poi in Argentina, Venezuela, Egitto, Polonia, Turchia, Russia, Marocco, India (in joint venture con Tata Motors), Cina (in cooperazione con Nanjing Group, nella joint venture Nanjing-FIAT) e Sudafrica (nella fabbrica Nissan di Rosslyn). Nel 2019 alcuni di questi veicoli sono ancora in produzione.

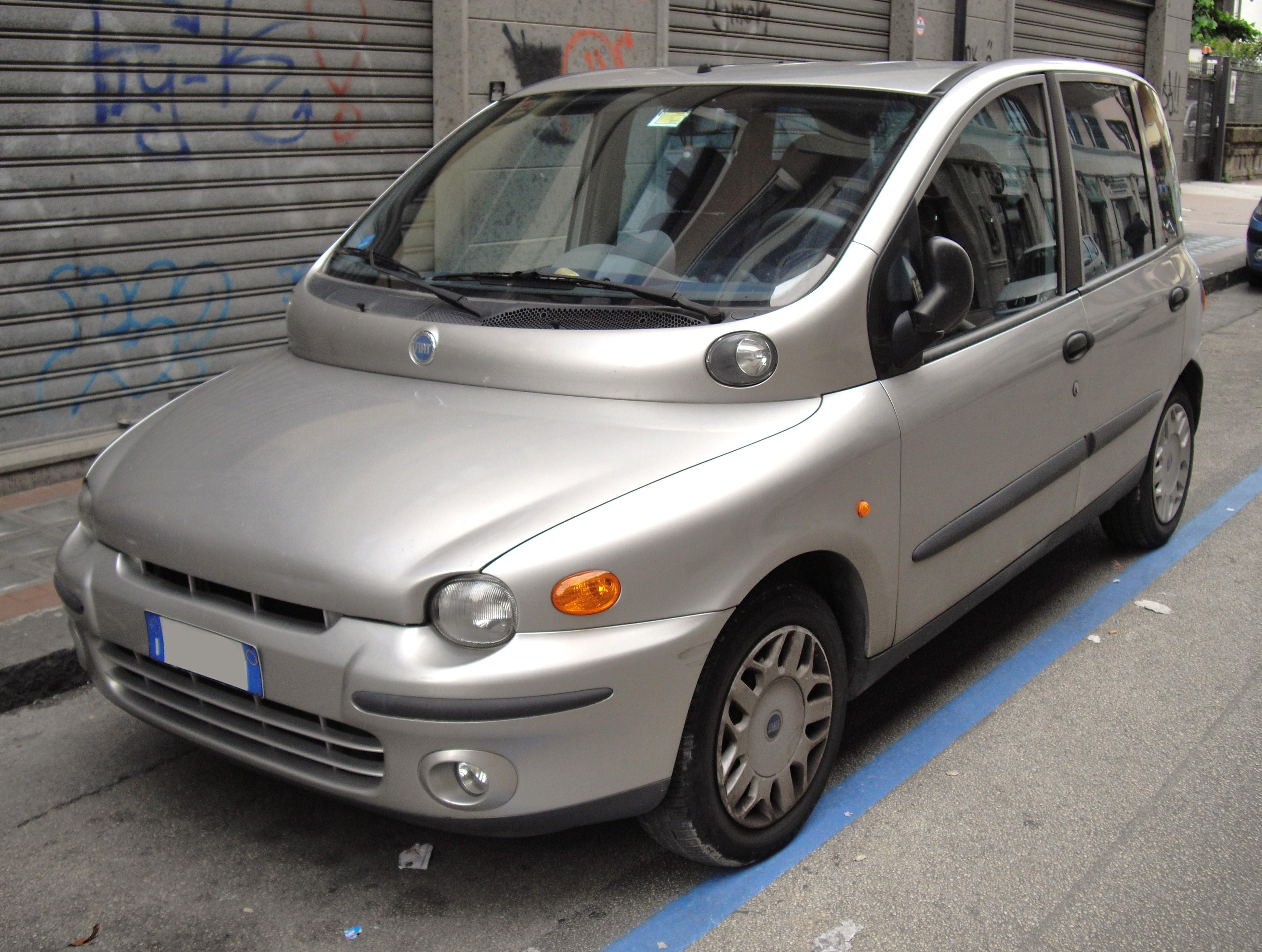
La Multipla del 1998 è stata una delle automobili più innovative e originali prodotte dalla FIAT negli ultimi anni. È stata prodotta in due serie fino al 2010 con motorizzazioni benzina, Diesel, metano, bifuel benzina-metano e bifuel benzina-GPL.

Nel 1997 oltre agli aggiornamenti per Panda e Punto, giunse in Europa la Fiat Palio Weekend, versione giardinetta dell'utilitaria Fiat Palio presentata in Brasile l'anno prima. In alcuni Paesi dell'Est Europa arrivò inoltre la Fiat Siena, versione a tre volumi della Palio. L'anno successivo venne lanciata la Fiat Seicento nel 1998, erede della Cinquecento di cui conservava il disegno generale; è stata prodotta fino al 2010 e ha subito un aggiornamento estetico nel 2005, in questa data la casa ha anche cambiato la denominazione del modello in Fiat 600 (numerica) per festeggiare i 50 anni dell'omonima antenata. Oltre alla Seicento arrivò la monovolume compatta Multipla, che riprese il nome della 600 Multipla, monovolume media con sei posti e dimensioni quasi da utilitaria, che riscosse un buon successo nonostante le linee molto particolari. Lo stesso anno vide inoltre aggiornamenti per Ulysse, Bravo e Brava. Nel 1999 venne lanciata, in occasione del centesimo anniversario del marchio (che diede un nuovo logo ispirato a quelli passati), la seconda serie della Punto, frutto del progetto 188. Quest'auto ha avuto grande successo, tant'è che è stata prodotta fino alla fine del 2010 in parallelo alla sua erede, la Grande Punto, ed è stata inoltre prodotta in Serbia su licenza Zastava a nome "Zastava 10" prima e poi come Fiat Punto Classic. Oltre alla nuova Punto il 1999 portò all'esordio europeo le versioni berlina della Palio, che non riscossero però il successo della versione wagon.
Questi modelli erano caratterizzati dalla presenza di varie motorizzazioni a benzina (in particolare motori delle famiglie FIRE e Pratola Serra, anche se vi erano anche altri motori come i Serie 100 sulle citycar, i Lampredi e i Busso V6 sulle vetture di fascia alta e infine i motori di progettazione PSA, montati sul monovolume Ulysse) e a gasolio (motori aspirati e sovralimentati, tra cui il 1.9 td i.d. della Croma e gli innovativi motori con iniettori common rail 1.9 JTD prodotti dalla fine degli anni novanta). Oltre ai motori convenzionali, il marchio FIAT è stato all'avanguardia nel proporre automobili con propulsori ad alimentazione alternativa, in particolare con alimentazione a metano (Marea e soprattutto Multipla, che è nota proprio grazie alle versioni ad alimentazione alternativa) ottenuti partendo dal 1.6 Torque e realizzati in versione monofuel (per la Multipla Blupower) e bifuel benzina-metano (per le Marea e Multipla Bipower). E infine non va sottovalutata la presenza di modelli con motore elettrico, basati sulle vetture da città del gruppo (Panda, Cinquecento e infine Seicento) e distinte dal marchio Elettra. Le elettriche FIAT per via dei prezzi molto alti, della scarsa autonomia, della scarsa capillarità della rete di ricarica e dei vincoli progettuali dovuti all'impiego delle batterie (bagagliaio quasi azzerato e omologazione per soli due posti a sedere, problemi risolti solo con la Seicento Elettra del 1998) non hanno avuto un buon successo e sono state comprate perlopiù da enti pubblici.

### Modelli anni 2000

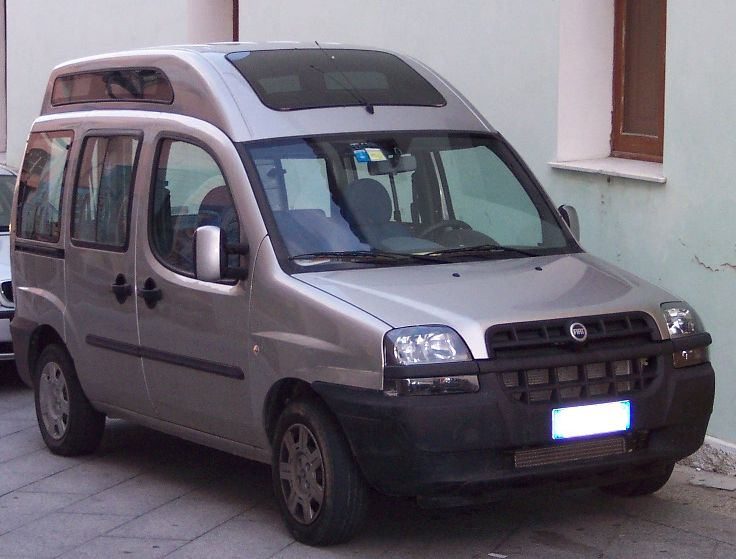
Uno dei primi Fiat Doblò

Gli anni 2000 non iniziarono nel migliore dei modi per il gruppo FIAT, che soffrì infatti di una forte crisi economica già iniziata nel decennio precedente. Il costruttore cercò poi un'alleanza con il gruppo americano General Motors, la quale verrà poi sciolta cinque anni dopo con entrambi i gruppi automobilistici in forte crisi. Gli effetti di questa crisi del gruppo FIAT e dell'alleanza con GM si ripercossero anche sul marchio principe del gruppo, il "generalista" FIAT, che era infatti colpita da un forte calo delle vendite di tutti i suoi modelli, dovuto anche all'avanzare dei concorrenti, anche e soprattutto (tra fine anni novanta e inizio anni 2000) giapponesi: basti pensare che, se nel 1982 FIAT aveva il 60% del mercato italiano, vent'anni dopo ne aveva solo il 33%, ma anche ai forti cali di vendite e di produzione in Europa e anche nel resto del mondo. Al tempo stesso, FIAT lanciò alcuni modelli prodotti su pianali GM e usò, su alcuni modelli, anche alcuni motori del costruttore americano, cui poi FIAT fece usare anche suoi pianali e alcuni suoi motori (in particolare, gli apprezzati Diesel Multijet).

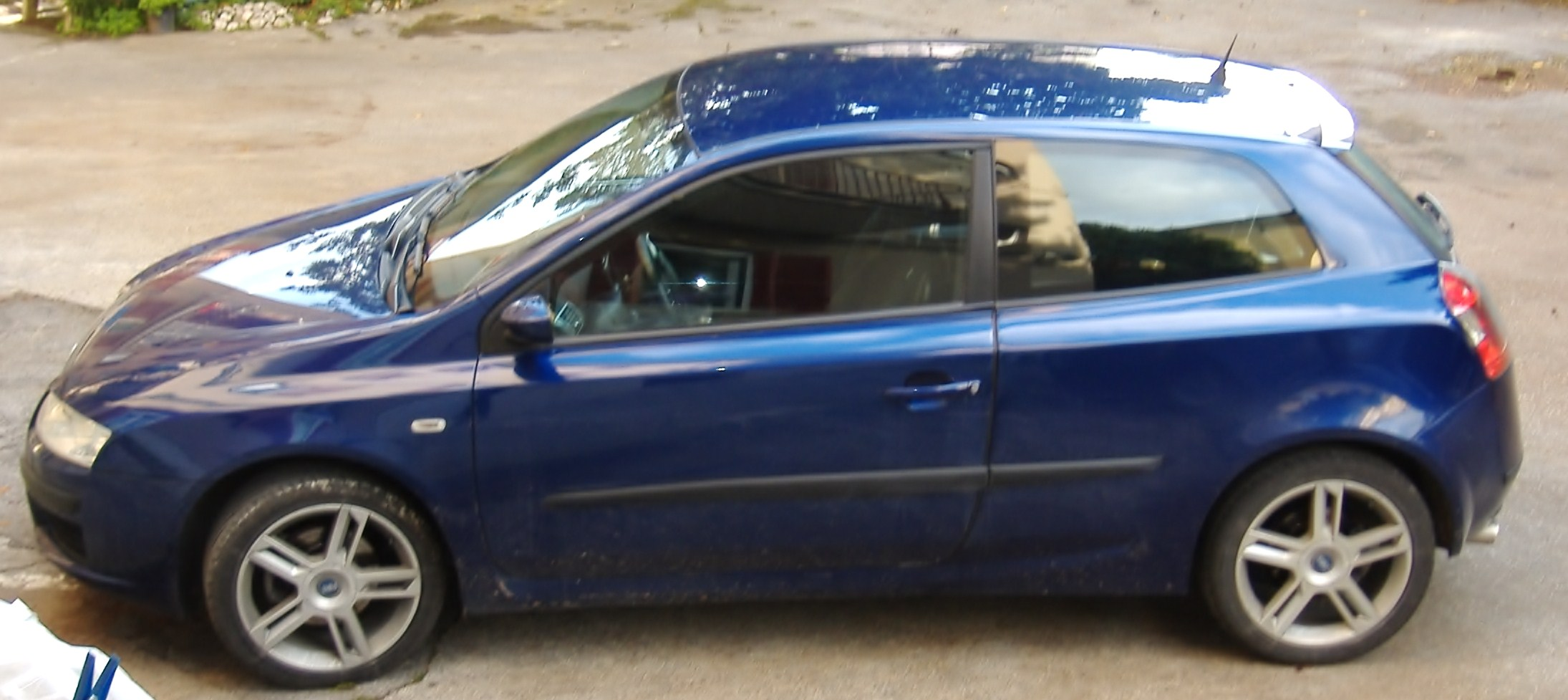
Fiat Stilo Versione 3 porte

Per quanto riguarda i modelli prodotti, degna di nota è la fine della produzione della sportiva Coupé (che non fu sostituita da alcun modello) e della citycar 126 per il mercato polacco, ma nello stesso anno, oltre agli aggiornamenti di Panda, Seicento, Multipla, Ulysse e Marea, esordì il nuovo multispazio Doblò. Questo modello, basato sul pianale della Punto di prima generazione, è stato creato per competere con i francesi Renault Kangoo, Citroen Berlingo e Peugeot Partner/Ranch, iniziatori del segmento dei multispazio. Il veicolo è ancora disponibile in America Latina ed è stato ristilizzato nel 2009, subendo le stesse modifiche effettuate sulla versione europea quattro anni prima.
Nell'autunno del 2001, esordì la Stilo, una nuova compatta creata per fare concorrenza a Peugeot 307, Volkswagen Golf e Ford Focus. L'automobile, che nel 2002 arrivò terza al premio "Auto dell'anno", non nasce in un periodo roseo per il gruppo, tant'è che, malgrado un discreto successo, costò a FIAT 2,10 miliardi di Euro di perdita, pagando anche il prezzo di impiegare una moltitudine di innovazioni elettroniche e tecnologiche che, specie nelle prime produzioni, comportarono la necessità di modifiche e migliorie da parte di FIAT per migliorarne l'affidabilità.

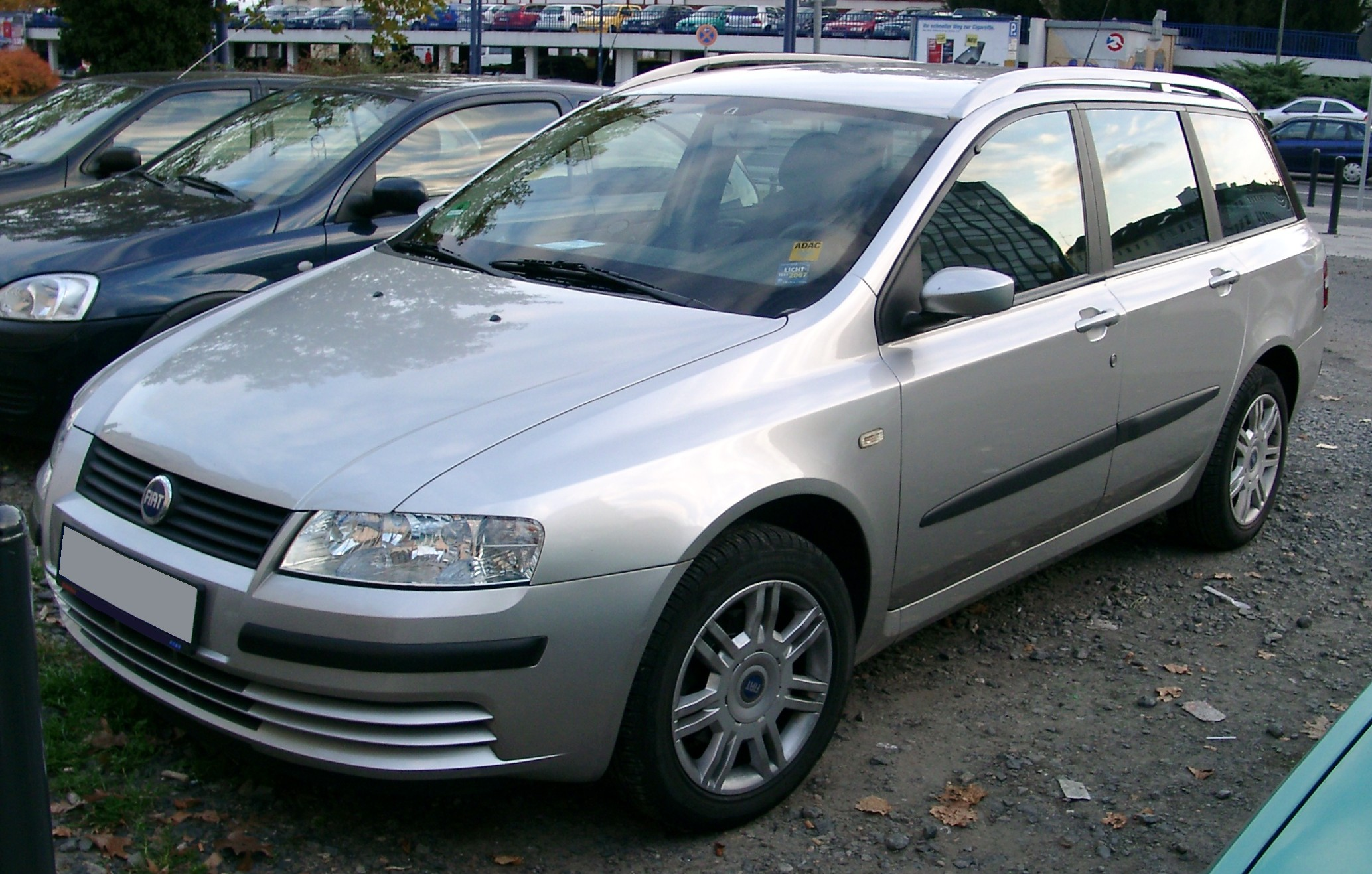
Fiat Stilo Versione Multiwagon commercializzata nell'autunno del 2002 in sostituzione della Marea. Con la sua abitabilità e versatilità ha risollevato le vendite dell'innovativa "media" torinese affiancandosi alle versioni 3 porte e 5 porte già in commercio dall'autunno del 2001

Nel 2002, invece, esordirono la piccola berlina Albea (su base Palio), il grande monovolume Ulysse su pianale del gruppo PSA. Nell'autunno del 2002 esordisce inoltre la Stilo Multiwagon, in sostituzione alla Marea Weekend, che venne così eliminata dai listini europei.
Il 2003 fu, invece, un anno ricco di novità: vennero infatti lanciati il facelift della Punto, la cosiddetta Punto "fanalona" che si adeguò al nuovo family-feeling del marchio, la nuova versione della citycar Panda, che adottò un pianale completamente nuovo, le cinque porte e una carrozzeria da monovolume che, con i contenuti rivoluzionari per l'epoca, venne eletta Auto dell'anno nel 2004, e la monovolume Idea, che nei listini del marchio sostituì la Palio Weekend e si presentò come la prima piccola monovolume del marchio, grazie alle dimensioni inferiori ai 4 metri, senza dimenticare gli aggiornamenti di Stilo e Barchetta.

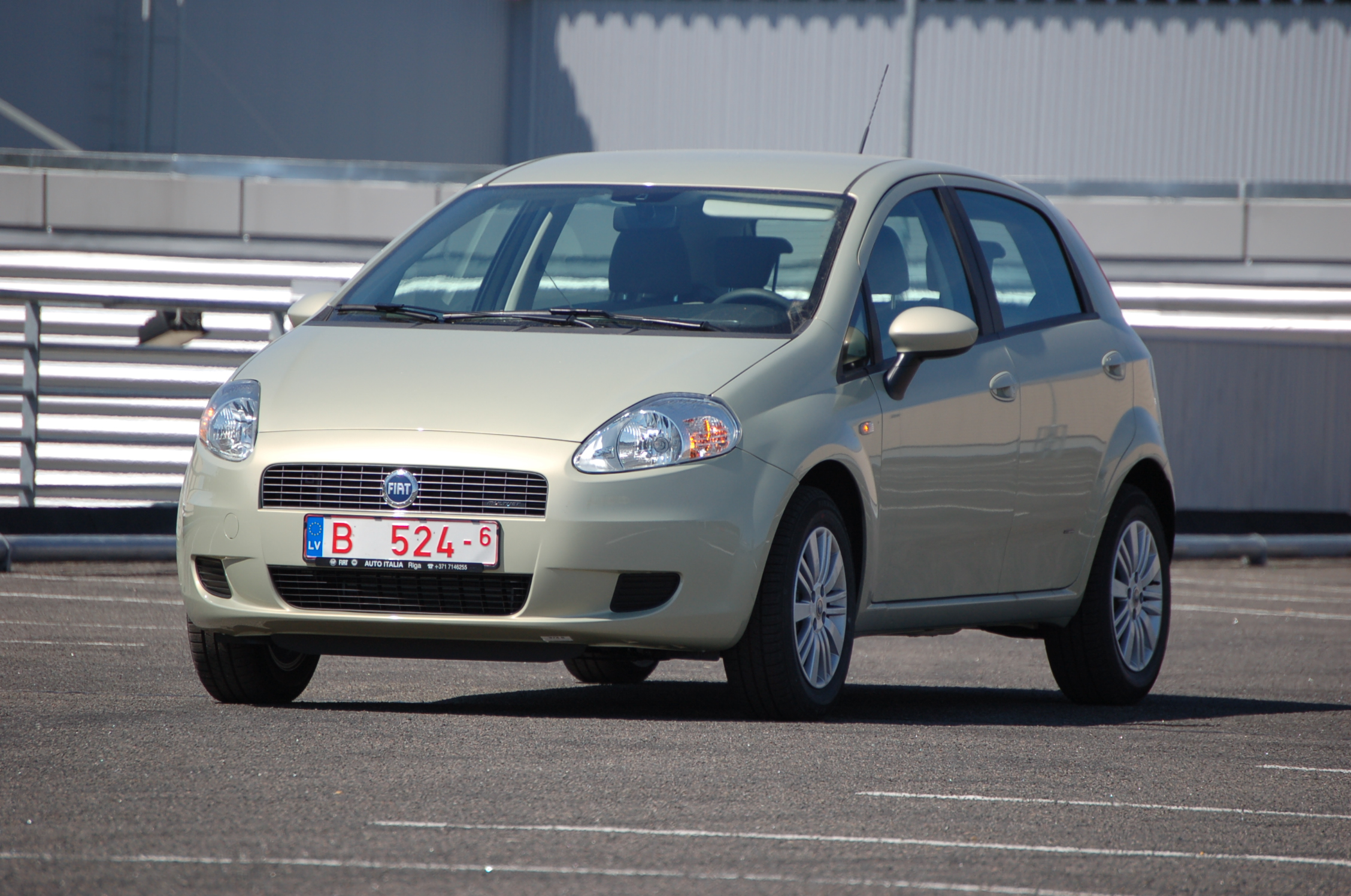
Un esemplare della Grande Punto, prima utilitaria a superare i 4 metri di lunghezza

Dopo un 2004 con poche novità (restyling per Multipla, Seicento e Panda 4x4), il 2005 fu caratterizzato dall'arrivo di molte novità. Prima di tutto, il 2005 fu l'anno del ritorno del marchio FIAT nel segmento D, con la crossover (ibrido tra giardinetta e monovolume) Croma, realizzata sulla base GM Epsilon I già usata dalle Opel Vectra e Signum, da cui riprese poi anche alcuni propulsori; la 600, cambio di nome della Seicento che portava in dote anche dei nuovi allestimenti e dei dettagli vintage; la Grande Punto, nuova utilitaria caratterizzata dalla firma dell'Italdesign di Giorgetto Giugiaro nell'estetica, e da un nuovo pianale modulare che venne poi utilizzato sino a oggi su numerosi modelli del gruppo FIAT e anche della GM, senza dimenticare il fatto che la Grande Punto fu una delle prime utilitarie a superare i 4 metri di lunghezza: è per questo che la vecchia Punto rimase a listino; infine, esordirono la Panda Cross, una Panda 4x4 evoluta e ancora più adatta al fuoristrada, e il Sedici, il primo crossover SUV del marchio torinese, che altro non è se non un rebadging del Suzuki SX4. Nel 2005, inoltre, uscì un restyling anche per il Doblò e la Stilo adottò, al posto del vecchio 1.6 Torque, un 1.6 della famiglia di motori Family I prodotta da General Motors e la Barchetta uscì di produzione senza avere erede diretta fino al 2016.
Nel 2006 esordì, tra le altre novità, il nuovo logo FIAT a sfondo rosso, che richiama i loghi FIAT d'antan, mentre il 2007 vide l'arrivo graduale del nuovo logo su tutte le auto, ma anche di aggiornamenti di auto già a listino e nuovi modelli: il primo fu la Bravo seconda serie, compatta dotata sin da subito dei nuovi loghi e incaricata di riscattare l'insuccesso della Stilo, che rimase in listino nella versione Multiwagon sino al 2008. Successivamente esordì la Punto Classic, una Punto seconda serie aggiornata con un maquillage per affiancarsi come alternativa più economica alla Grande Punto; il restyling della Croma, che ora adottava un frontale ispirato alla sorella minore Bravo; la Linea, una berlina 3 volumi derivata dalla Grande Punto che sostituisce la Marea e che venne venduta solo in alcuni mercati europei (tra cui non figurava l'Italia), ma soprattutto la 500, una citycar dalle linee rétro ispirate all'antenata del 1957 che sostituì la 600 (in parte, dato che quest'ultima sarà disponibile fino al 2010) e che nacque dal pianale della Panda, da cui riprese anche molte motorizzazioni. L'automobile, che fu presentata il 4 luglio 2007 a cinquant'anni esatti dalla celebre Nuova 500, ricevette sin da subito un'ottima accoglienza da parte del pubblico e fu anche eletta Auto dell'anno 2008.

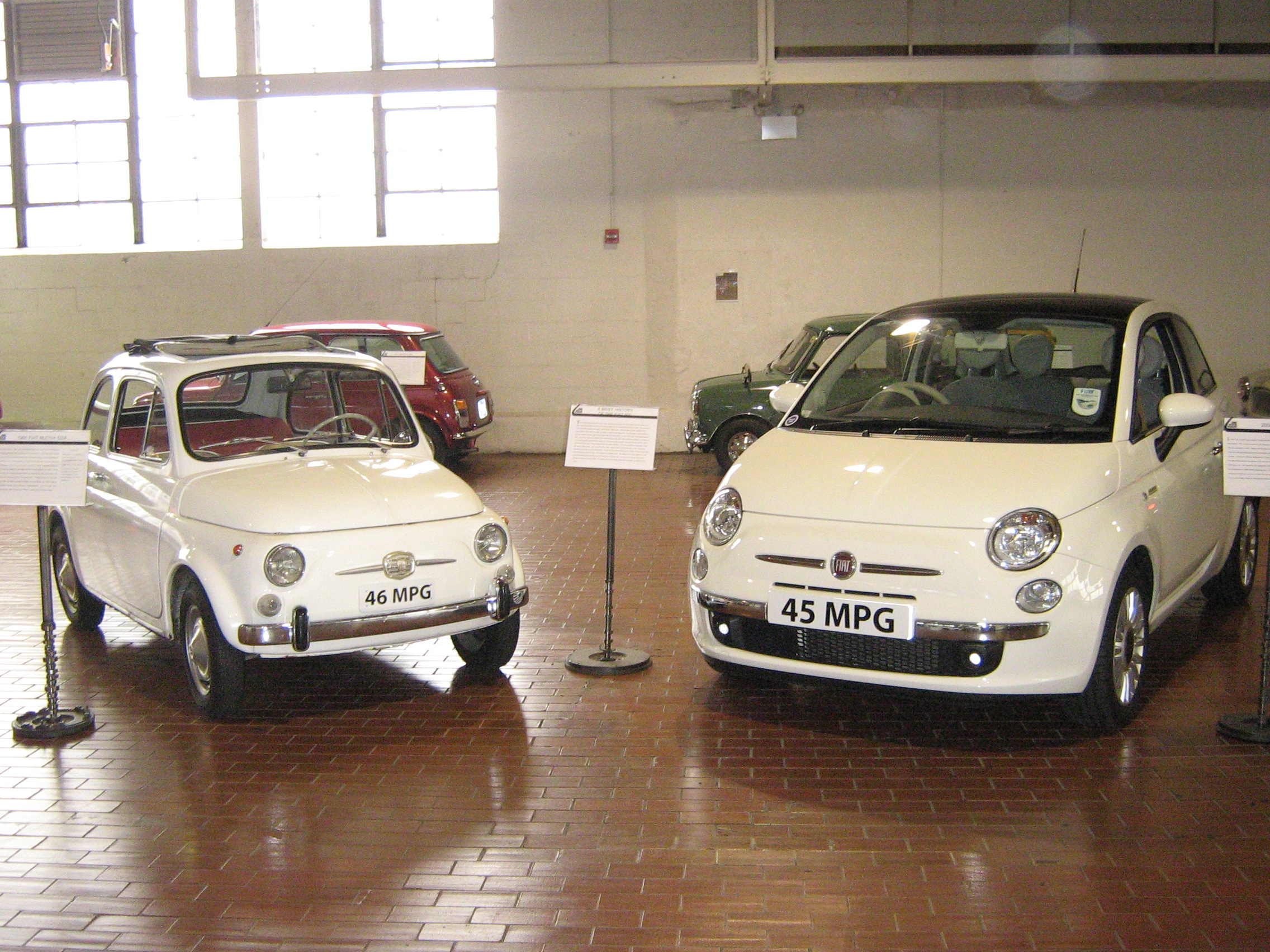
La 500 del 2007 di fianco a una 500F. La 500 del 2007 è stata uno dei più grandi successi della FIAT negli anni 2000

Sempre nel 2007 alcune sportive del marchio Fiat vennero riaccorpate nel rinato marchio Abarth, che commercializzò prima la Grande Punto Abarth, versione sportiva della Grande Punto, dotata dei nuovi motori T-Jet, e l'anno dopo anche la 500 Abarth, versione sportiva della 500.
Nel 2008, invece, esordisce il nuovo logo anche sui modelli che non ne erano dotati e anche il nuovo piccolo multispazio Qubo, dalle dimensioni inferiori ai 4 metri, mentre la Stilo Multiwagon uscì dai listini senza essere sostituita nell'immediato. Nel 2009, invece, esordirono le versioni a GPL di alcuni modelli del marchio e vennero presentate la 500C, versione decappottabile dell'amata citycar italiana, la seconda serie del Doblò, caratterizzata da linee più filanti e simili più a quelle di un monovolume che a quelle di un furgone, il restyling della Sedici e la Punto Evo, deciso restyling della Grande Punto, che portò in dote un nuovo paraurti con fascioni in colore a contrasto, dei nuovi fari e degli interni completamente ridisegnati. Con la Punto Evo esordirono, tra l'altro, anche i nuovi motori Multiair.
Negli anni 2000 FIAT puntò, oltre che sui motori a benzina (con i celebri FIRE, i nuovi motori turbobenzina T-JET e i nuovi motori con sistema di controllo dell'apertura delle valvole Multiair) e a gasolio (motori common-rail JTD prima e Multijet poi, a 4 e 5 cilindri con svariate cilindrate), anche sui modelli ad alimentazioni alternative, in particolare il GPL (su modelli come Panda, Idea, Punto Classic e, prima ancora, Multipla) e il metano (basti pensare, ad esempio, alle Panda e Punto Natural Power, alle Multipla BluPower solo a metano e alla bifuel Natural Power, prima nota come BiPower).

### Modelli anni 2010

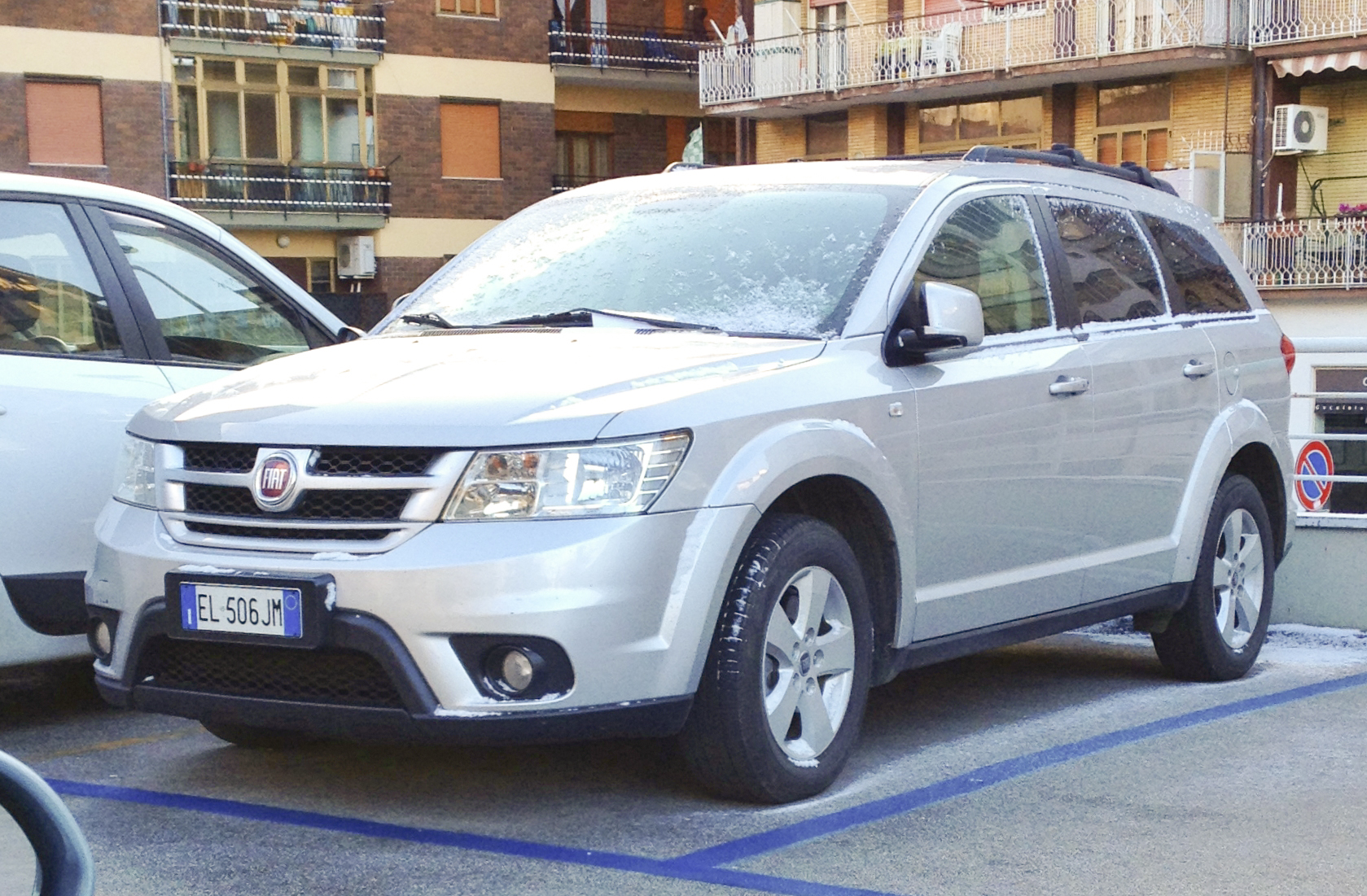
La Fiat Freemont è il primo D-SUV del Lingotto e anche uno dei primi esempi di prodotti nati in seguito alla formazione del gruppo FIAT-Chrysler

A cavallo tra gli anni 2000 e gli anni 2010 il mercato mondiale ha sofferto una fortissima crisi economica, che si è ripercossa anche nel mercato dell'automobile e sul neonato gruppo FIAT-Chrysler, nato nel 2009 in seguito all'acquisizione del 20% del pacchetto aziendale di Chrysler da parte del gruppo FIAT. Gli effetti di questa acquisizione si fecero vedere nel giro di pochi anni: tra questi, vi fu il lancio di modelli su pianali e carrozzerie americane e il ritorno, dopo 27 anni, del marchio FIAT in Nordamerica nel 2010.
Nel 2010, infatti, oltre al maquillage della Bravo (che portò in dote i nuovi motori Multiair), esordirono degli aggiornamenti anche per Punto Classic, Panda, Idea (tutte ricevettero dei nuovi specchietti, in ossequio alle nuove normative europee), ma la novità più importante fu il ritorno della FIAT in Nordamerica, che avvenne grazie alla citycar 500, profondamente rivista per le normative locali e dotata di nuovi motori 1.4 Multiair, sia aspirati sia sovralimentati. Tra il 2010 e il 2011, invece, sul mercato europeo la gamma venne fortemente ridotta, a causa dell'uscita dalla produzione di ben cinque modelli: la citycar 600, i monovolume Multipla e Ulysse, la crossover Croma e l'utilitaria Punto classic. Nel 2011, invece, esordì il D-SUV Freemont, che sostituì nei listini Ulysse e Croma: il veicolo, basato sul Dodge Journey aggiornato con una caratterizzazione estetica diversa e degli interni profondamente riprogettati, ottenne un buon successo soprattutto nei primi anni. Ma il 2011 fu anche l'anno della nuova Panda, che evolvette le linee riuscite del modello precedente nel segno dello squircle e ritornò a essere prodotta in Italia (a Pomigliano d'Arco). Il vecchio modello, comunque, rimase a listino con una gamma ridotta fino alla fine dell'anno seguente sotto il nome di Panda Classic.
Nel 2012, invece, esordirono aggiornamenti per la Linea (ove venduta), per la Sedici e per la Punto Evo (ora ribattezzata Punto 2012, per semplicità Punto, e sostituì anche la Grande Punto), ma la novità più importante fu la 500L, nuovo monovolume di segmento B che sostituì nei listini sia la Fiat Idea, sia la più costosa Lancia Musa. Il veicolo, realizzato su una profonda evoluzione del pianale della Grande Punto, dimostrò la volontà della FIAT di voler ampliare la gamma 500 in altri segmenti, sfruttando il successo della sua best seller. La 500L l'anno seguente arrivò anche nel Nordamerica in versione leggermente rivista. Infine, il 2012 portò all'esordio le nuove Panda 4X4 e a doppia alimentazione (benzina-GPL, Easypower, e benzina-metano, Natural Power)
Dopo un 2013 senza novità di sorta (esordio delle versioni Trekking, più avventurosa, e Living, più lunga e capiente con anche 7 posti) della 500L, il 2014 vide l'uscita dai listini di Bravo e Sedici, che non avevano mai avuto grande riscontro commerciale, e l'esordio delle nuove Panda e Freemont Cross e del Doblò restyling, ma soprattutto del B-SUV 500X, nato dal pianale di FIAT 500L e Jeep Renegade, che porta le linee tipiche della gamma 500 anche nel settore dei piccoli SUV, confermando l'espansione della sottomarca 500 in altre fasce di mercato. Il veicolo arrivò anche in Nordamerica l'anno dopo, dove ricevette il prestigioso riconoscimento IIHS Top Safety Pick+ 2015 per la sua sicurezza. Nel 2014 è nato, tra l'altro, il piano industriale FCA 2014-2018 (FCA in seguito alla totale acquisizione di Chrysler da parte della FIAT) e la gamma FIAT si divide in due parti: una gamma rational, improntata sui prezzi più bassi rispetto alla media e alla maggiore praticità (modelli che fanno parte di questa gamma sono, ad esempio, Panda, Punto e Doblò) e la gamma emotional, improntata su prezzi più elevati e a una maggiore ricercatezza (ad esempio, la 500 e la 500X fanno parte di questa gamma). Proprio della gamma rational fa parte la Ægea (Tipo al di fuori della Turchia, ove viene prodotta, Dodge Neon in Messico e negli Emirati Arabi Uniti, rebadging della versione Sedàn, cd. Tipo 4 Door), una nuova berlina di segmento C (disegnata e progettata dagli Ingegneri del Centro Stile Fiat di Torino, al termine di un faticoso lavoro triennale) svelata nel 2015. La vettura, nella fabbrica di Bursa è semplicemente assemblata (meccanica e motori sono, infatti, italiani), e da lì viene distribuita e venduta in oltre 40 Paesi del mondo sostituendo nella sua versione a tre volumi la Linea, nella versione hatchback (lanciata nel 2016) la compatta Bravo e nella versione wagon (anch'essa lanciata nel 2016) la vecchia Stilo Multiwagon. Nel mese di novembre 2020, in appena quattro anni di commercializzazione, la Fiat nuova Tipo (che si era già aggiudicata il premio di "Best-buy Car of the Year in Europe" a Autobest 2016), ha raggiunto il traguardo ragguardevole e significativo di 670 000 unità prodotte e vendute in tutto il mondo; tale traguardo ha fatto della ammiraglia Fiat una world car, essendo la Tipo la seconda vettura più globale del marchio Fiat, con il 70% delle vendite al di fuori dell'Italia. Sempre nel 2015 esordirono il primo facelift dopo 8 anni di carriera per la 500 e la 124 Spider, vettura che si ispira alla 124 Spider anni '60 e che venne realizzata sulla base della Mazda MX-5. Presentata al Salone di Los Angeles, l'auto entrò in vendita l'anno seguente.
A partire dal 2016, fatta eccezione per il pick-up Fullback su base Mitsubishi L200 (non venduto nei normali listini FIAT italiani a causa delle normative stringenti, bensì nei listini FIAT Professional) lanciato nello stesso anno, la gamma FIAT europea non vide più l'arrivo di nuovi modelli, ma solo di restyling, allestimenti e serie speciali. Nel 2016, infatti, il Qubo venne ristilizzato con un nuovo frontale, una nuova coda e delle piccole modifiche agli interni, mentre l'anno dopo un restyling più sostanzioso spettò alla 500L, che si aggiornò sia all'esterno sia all'interno seguendo la 500 ristilizzata nel 2015 e vide l'arrivo delle nuove versioni Cross (che sostituì l'omologa Trekking) e Wagon (che sostituì l'omologa Living). Sempre nel 2016 arrivò un maquillage per la Panda e l'anno dopo esordì la Panda City Cross, che abbina a un'estetica simile alla Panda Cross la trazione solo anteriore. Per il resto, la gamma vide l'arrivo di serie speciali (ad esempio, le varie 500 Anniversario, Pandazzurri, ecc.) e allestimenti particolari come le 500, 500L e 500X Mirror (nel 2017, con Uconnect 7) e le 500X, Tipo e 124 Spider S-Design (tra il 2017 e il 2018, con estetica sportiveggiante). Nell'agosto 2018, invece, la Punto uscì di produzione senza alcun'erede diretta e nello stesso anno la 500X subì un facelift con il quale esordiranno i nuovi motori FireFly, mentre l'anno successivo cessano le produzioni sia del pick-up Fullback e sia della sportiva 124 Spider: entrambi i veicoli erano poco venduti (il primo per via di uno scarso successo, il secondo perché appartenente a una nicchia molto ristretta) e penalizzati dalle normative antinquinamento sempre più severe. Inoltre, cessa la produzione della 500 negli USA.
Nei primi anni 2010 FIAT si è impegnata molto sia dal punto dei motori a benzina (con le evoluzioni dei sempreverdi motori FIRE, gli innovativi Twinair e Multiair) e a gasolio (motori Multijet), ma non ha rinnegato i suoi investimenti nelle auto bi-fuel, sia a GPL (Easypower), che a metano (Natural Power). Dalla metà degli anni 2010 FIAT, a causa delle sempre più stringenti norme antinquinamento, rivide le sue politiche, eliminando i Diesel dalle vetture di fascia più bassa e puntando al contempo sia sulla riduzione dell'offerta a gasolio sia sui nuovi motori a benzina svelati in Brasile nel 2016: i FireFly, che sostituiranno in un solo colpo i FIRE (anche T-Jet), i Twinair e anche i Multiair meno potenti (derivati a loro volta dal FIRE da 1,4 litri). FIAT, poi, aprì anche all'elettrificazione dichiarando di voler montare, per sostituire il Diesel, impianti mild hybrid da 48V sulle sue auto di piccola taglia e confermando l'impegno nei carburanti alternativi grazie anche al biometano derivato dalla depurazione delle acque reflue. Nel piano industriale del 2018, infine, FIAT ha dichiarato di voler produrre alcuni modelli della gamma 500 in versioni a zero emissioni e di voler abbandonare i propulsori a gasolio a partire dal 2021. Quest'ultima dichiarazione è stata poi smentita in un incontro tra FCA e i sindacati avvenuto il 29 novembre 2018. L'impegno del marchio per l'elettrificazione è stato confermato al Salone dell'automobile di Ginevra del 2019 con l'innovativo concept Centoventi e con l'annuncio dell'esordio della nuova 500 elettrica al Salone di Ginevra dell'anno seguente.

### Modelli anni 2020

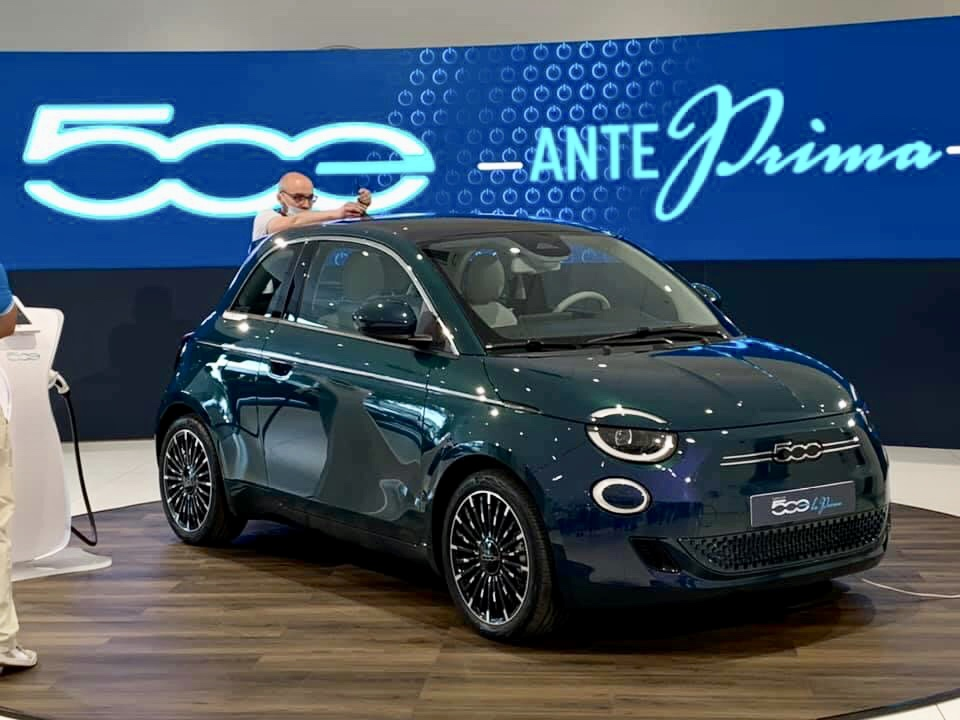
La 500 del 2020 è la prima elettrica prodotta globalmente dalla FIAT ed è il simbolo della svolta verde del costruttore torinese

Gli anni 2020 della FIAT e dell'intero gruppo FCA sono caratterizzati da un processo di elettrificazione della gamma prodotti che prevede un ampio portafoglio di veicoli elettrificati (ibridi di vario genere ed elettrici puri) da lanciare entro il 2022 come stabilito dal piano industriale lanciato quattro anni prima. Il processo di elettrificazione è dovuto al fatto che tutti i costruttori automobilistici che vendono in Europa sono tenuti a vendere automobili secondo un limite massimo di emissioni di CO2 che nel corso degli anni diventa via via più stringente.
Le prime automobili a far parte del processo di elettrificazione FIAT sono le versioni ibride della 500 e della Panda, entrambe presentate all'inizio del mese di gennaio 2020 per entrare in commercio nel mese successivo. Dotate di un propulsore 1.0 FireFly da 70 CV (all'esordio europeo) abbinato a un sistema mild hybrid da 12V con sistema BSG e batteria da 11 Ah (che fornisce altri 5 CV di potenza), il tutto gestito da cambio manuale a sei rapporti, le due citycar in versione Hybrid sono le prime automobili ibride prodotte in serie dal marchio torinese, che il 4 marzo dello stesso anno svela a Milano, in seguito all'annullamento del Salone di Ginevra causa COVID-19, la nuova generazione di 500, disponibile solo in versione a batterie, che diventa la prima elettrica globale Fiat (la precedente generazione di 500e era destinata solo agli USA e le citycar elettriche degli anni novanta erano una sorta di prototipi venduti in scarse quantità). Nel corso dell'anno viene poi completata la gamma della 500 elettrica con l'introduzione della versione chiusa e dell'inedita versione 3+1 (dotata di una porticina a vento posteriore), viene lanciato un aggiornamento significativo per la Panda ed esordisce il restyling della Tipo con un'inedita versione Cross dall'aspetto da fuoristrada. Infine, nel 2020 la gamma perde i multispazio Qubo e Doblò, che rimangono comunque in vendita come veicoli Fiat Professional.
Il 2022, invece, vede l'ampliamento della gamma elettrificata del marchio torinese con il lancio delle Tipo e 500X Hybrid (quest'ultima tra l'altro oggetto di un leggero aggiornamento estetico), dotate di un 1.5 FireFly ibrido da 130 CV in grado di percorrere alcuni metri in elettrico, e del multispazio E-Ulysse, versione passeggeri e a sola alimentazione elettrica dello Scudo lanciato l'anno prima sotto le insegne della Fiat Professional. Questo prodotto può essere considerato il primo frutto del nuovo gruppo Stellantis, nato dall'alleanza FCA-PSA proprio all'inizio del 2021.
Negli anni 2020 FIAT ha provveduto ad aggiornare la gamma di motorizzazioni tradizionali e ha impresso una forte svolta per quanto riguarda l'elettrificazione dei propri prodotti a causa delle normative europee sempre più stringenti. Per quanto riguarda le alimentazioni tradizionali, FIAT ha rinnovato completamente la gamma di motori a benzina, pensionando i vetusti FIRE (risalenti agli anni ottanta dello scorso secolo) e le loro derivazioni per lasciare spazio agli inediti motori Firefly; contemporaneamente, i propulsori a gasolio Multijet sono stati affinati per rispettare le norme antinquinamento di ultima generazione adottando sistemi di abbattimento delle emissioni come l'iniezione di AdBlue. Nel campo delle alimentazioni alternative, invece, è degno di nota l'abbandono del GPL, iniziato nel 2018 con la fine della produzione delle versioni specifiche di Punto, 500L, 500X e Tipo e conclusosi due anni dopo con la fine della produzione del 1.2 FIRE 8V, unico motore trasformato da FIAT per il GPL rimasto in commercio; d'altro canto, FIAT ha deciso di puntare con forza sull'ibrido, soprattutto di tipo mild-hybrid, e sull'elettrico puro, con la 500 elettrica che funge da apripista di una nuova famiglia di vetture elettriche.

### Investimenti extraeuropei
La Fiat, da molti anni ormai, si è impegnata molto fuori dalle mura italiane e anche al di là dei confini europei, ma ha trovato mercati e "gusti" molto differenti da quelli italiani. I primi esempi di fabbricazione in grande serie di autovetture all'estero da parte dell'azienda torinese risalgono agli anni ottanta, quando iniziò negli stabilimenti brasiliani la fabbricazione di una berlina piccola che ebbe uno scarsissimo successo di vendite rivelandosi un vero insuccesso sul mercato italiano una volta importata, la Duna. Nel Sudamerica invece il successo non le mancò e da quella autovettura nacque il progetto successivo, quello della Palio, un'utilitaria considerabile come una seconda erede della Uno, oltre che della Duna, che fu anch'essa importata in Italia (e venduta solo nelle prime due serie fino al 2003) con un successo migliore rispetto alla precedente, soprattutto nella versione familiare Weekend.

#### Progetto 178
Il "progetto 178" comprende una serie di vetture della stessa famiglia pressoché identiche e differenziate prevalentemente dal mercato in cui venivano distribuite. Oltre alla Palio, capostipite della famiglia che ha fatto il suo esordio in Brasile nel 1996, questa famiglia comprende anche le berline a 3 volumi Fiat Siena (1997, venduta soprattutto sul suolo sudamericano) e Fiat Albea (2002. destinata soprattutto al mercato dell'Est Europa).
Fanno parte del progetto 178 anche il Fiat Strada, un pick-up compatto lanciato nel 1999 e derivato dalla Palio (di cui ha seguito le evoluzioni), importato e venduto anche in Europa con discreto successo (anche perché era l'unico pick-up compatto venduto in Europa), e la Fiat Perla, aggiuntasi nel 2006 per il mercato cinese. La Perla però non ha riscontrato il successo sperato ed è stata tolta di produzione nel 2008, con le linee di montaggio che sono state vendute alla cinese Zotye.

### Autocarri
Fra i tanti autocarri prodotti dalla Fiat si può menzionare il famoso 682 e i suoi derivati (il 690, il 687, il 650, il 643, il 691, il 662, il 697, il 642, il 645, il 693 e il 684), chiamato "Re d'Africa", lanciato nel 1952, dotato di una proverbiale affidabilità e robustezza, principale concorrente dell'OM Titano. Altro autocarro importante fu il 619, fratello del 682, poi vennero i Fiat 697 e gli ultimi Fiat 170.
Vennero prodotti anche il Fiat 130 in sostituzione del "Re d'Africa" e del 619.
Nel 1968 FIAT V.I. ristrutturò le sue fabbricazioni nel mondo con una standardizzazione dei modelli. La gamma OM venne integrata, la UNIC francese abbandonò i musoni e montò solo cabine e motori Fiat, in tutte le altre fabbriche (Argentina, Nigeria, Turchia) la produzione degli autocarri Fiat è simile a quella dei modelli italiani.
Nel 1975, sotto l'egida di Fiat V.I., venne creata Iveco, raggruppamento di FIAT V.I., OM, UNIC-FIAT, e Magirus-Deutz. In un primo tempo vennero commercializzati i vecchi modelli con l'aggiunta del marchio IVECO, dopodiché furono sostituiti dai nuovi modelli progettati dall'Iveco stessa, i Turbostar e Turbotech fino ai nuovissimi Eurocargo, Stralis e Trakker. Iveco è il secondo costruttore europeo di mezzi pesanti che comprende anche i marchi Astra e SIVI. Derivato dal 619, dal Zeta e dal 130 sono gli Iveco Zeta e Iveco 619.
Derivato dal 170 è il Iveco 220.

### I loghi FIAT
Il logo FIAT introdotto nel 1968 ha subito diverse modifiche nel corso degli anni:
- sui frontali era di colore nero fino al 1982;
- venne adottato come simbolo ufficiale nella colorazione nera fino al 1984 e in blu dallo stesso anno fino al 2004;
- nella parte posteriore in nero fino al 1985 e di colore blu dallo stesso anno fino al 2003.

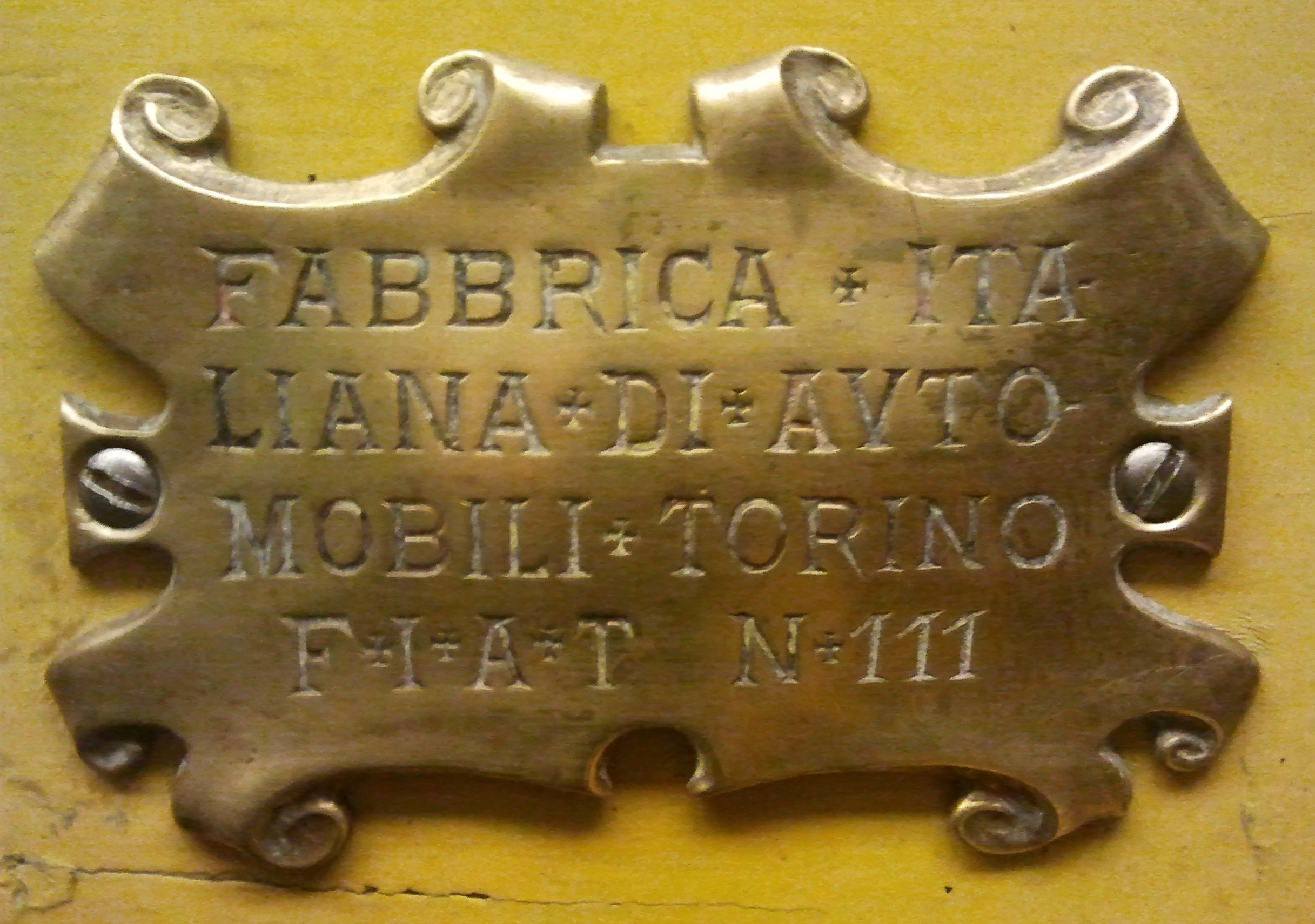
Logo utilizzato dal 1899 al 1904
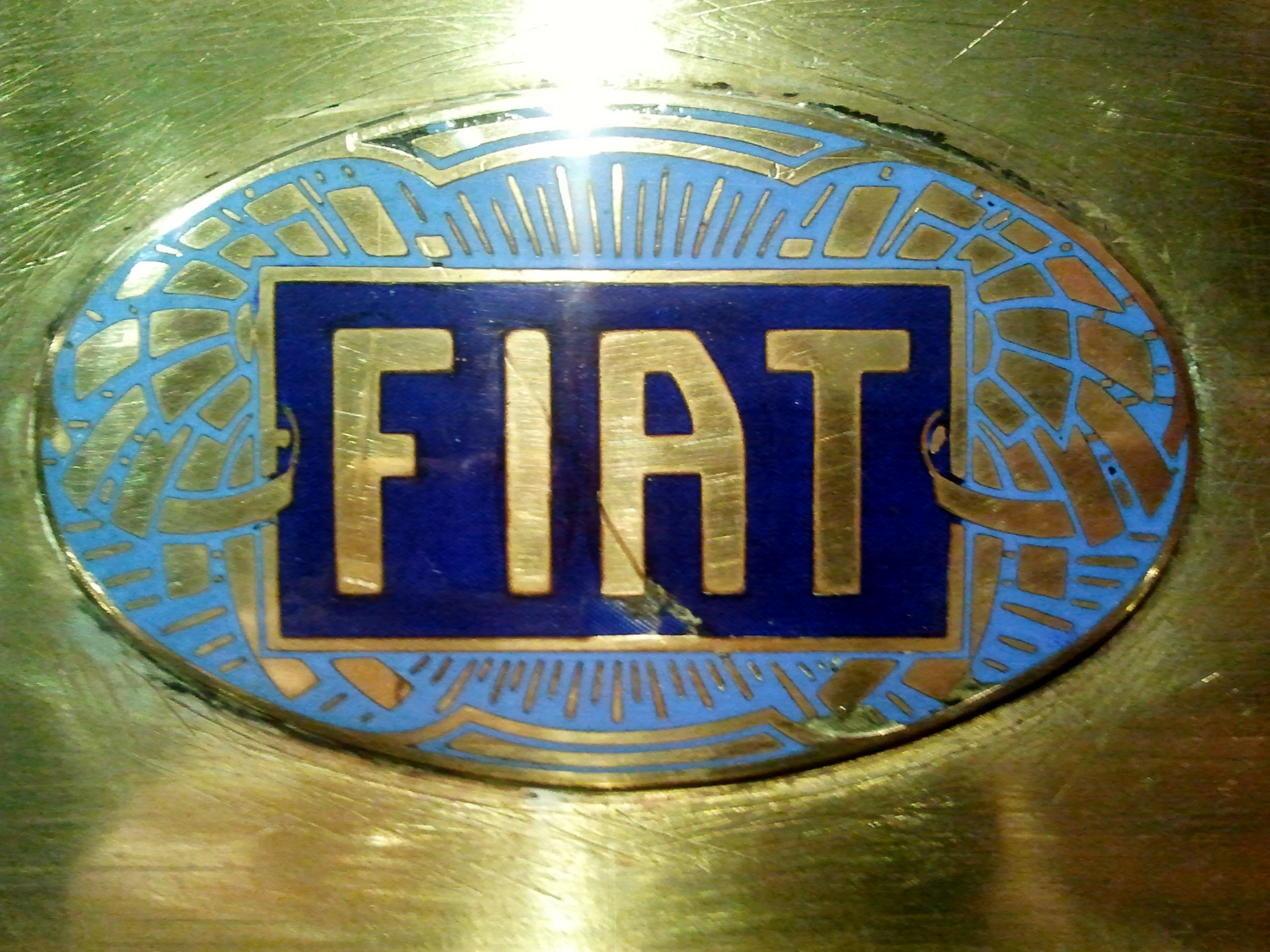
Logo utilizzato dal 1904 al 1921
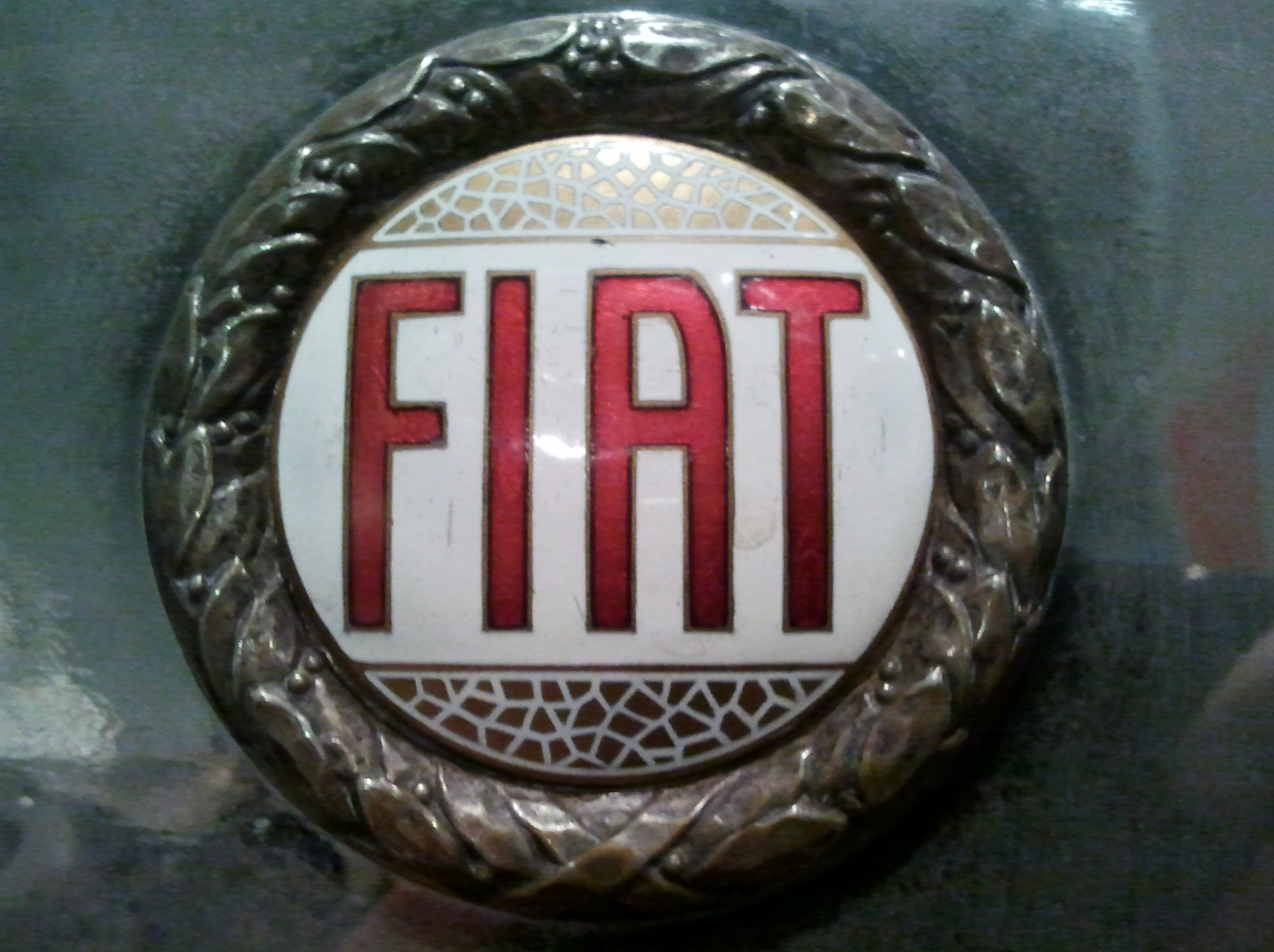
Logo utilizzato dal 1921 al 1925
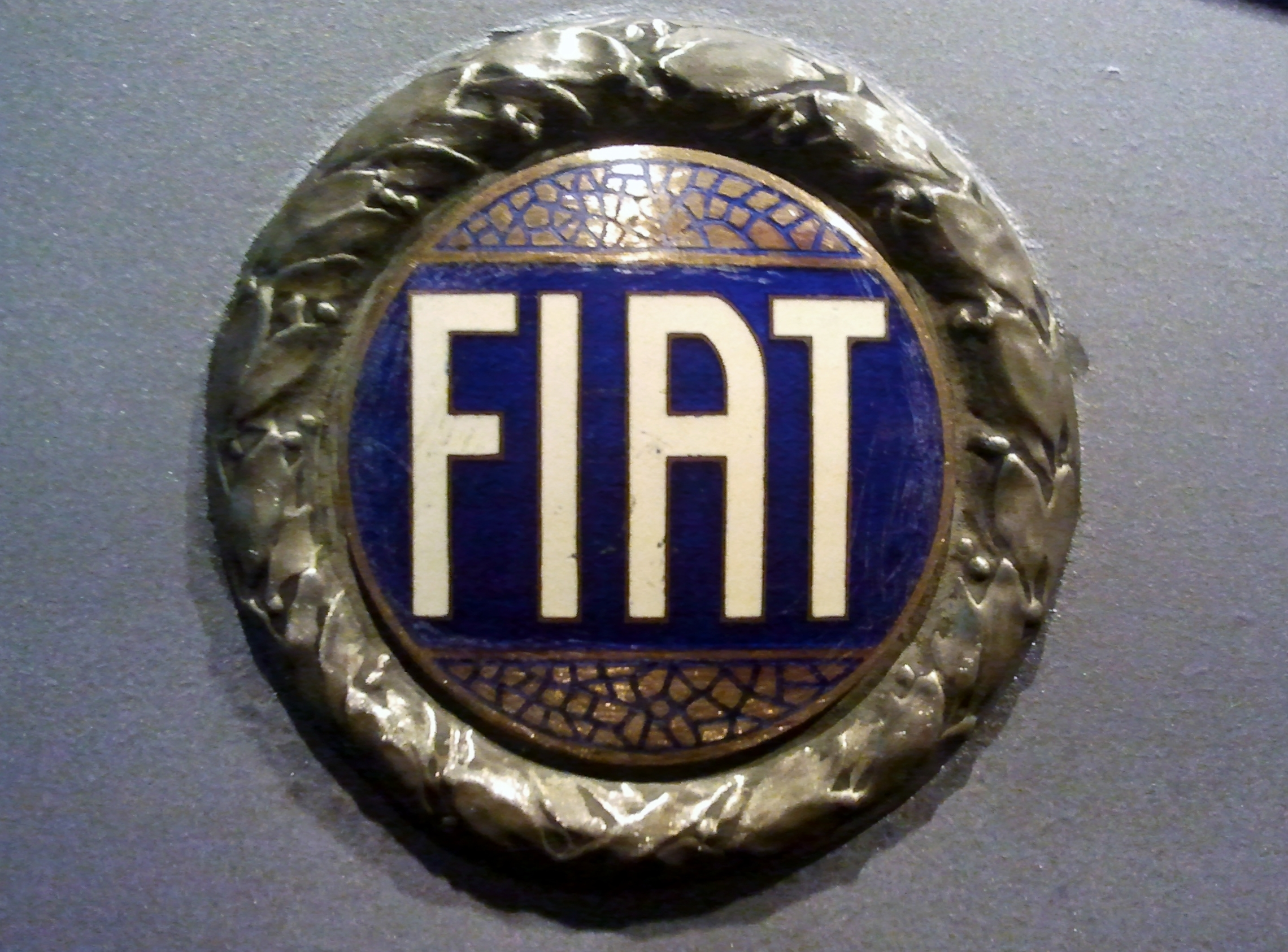
Logo utilizzato dal 1925 al 1931

Dal settembre 1982 sul frontale vennero introdotte i caratteristici listelli cromati, rimpiccioliti nel 1988 e dal 1991 ridimensionati ulteriormente e dotati di un fondo blu della stessa dimensione e inclinazione dei listelli stessi. Dal 1999 al 2003 il vecchio logo veniva posizionato solo sul retro delle automobili mentre nella parte anteriore fece la comparsa un nuovo marchio, che richiamava nella forma quello del 1925 e che fece la sua comparsa su tutti i modelli (la prima fu la nuova Punto) eccetto la Panda, che mantenne ancora il medesimo frontale. Quest'ultimo logo esordì in occasione dei 100 anni della Casa torinese e fu annunciato come un "logo di transizione". I nuovi modelli, a partire dalla seconda generazione della Panda, adottarono il nuovo simbolo in maniera definitiva.
Il 26 ottobre 2006 la dirigenza decise di rinnovare il logo, utilizzandolo per la prima volta nel 2007 con l'esordio della nuova Fiat Bravo; la nuova versione, realizzata da Robilant & Associati, richiama i marchi utilizzati dal 1931 al 1968. La scritta FIAT, di color argento e allungata alle estremità, appare su uno sfondo rosso porpora, il tutto circondato da una cornice cromata con un effetto tridimensionale. Il passaggio dal vecchio al nuovo logo avvenne gradualmente: alcuni modelli lo adottarono già nel 2007, altri solo l'anno successivo.

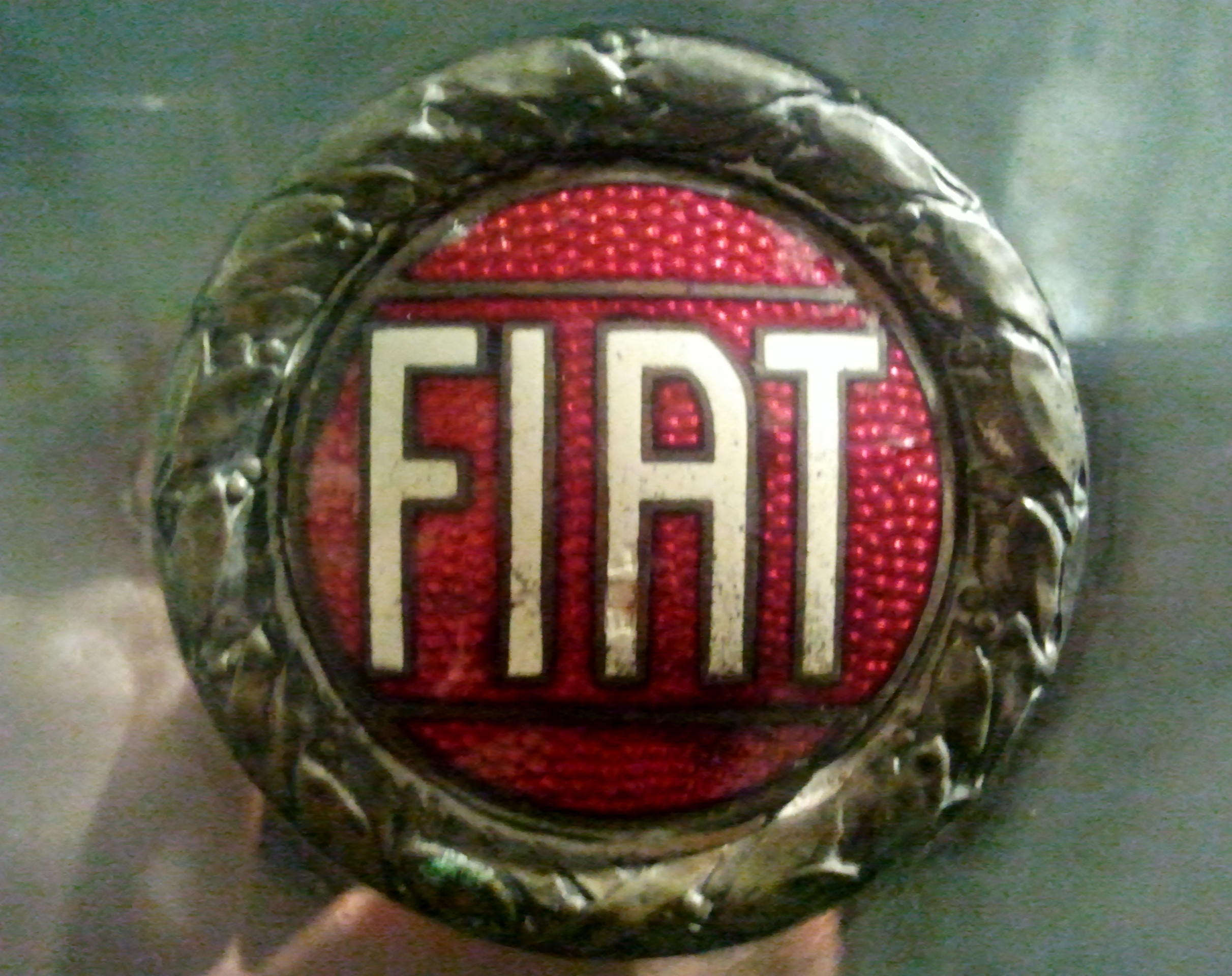
Logo utilizzato dal 1931 al 1959 era usato fino agli anni 80 su alcune auto 127 - Ritmo all'anteriore
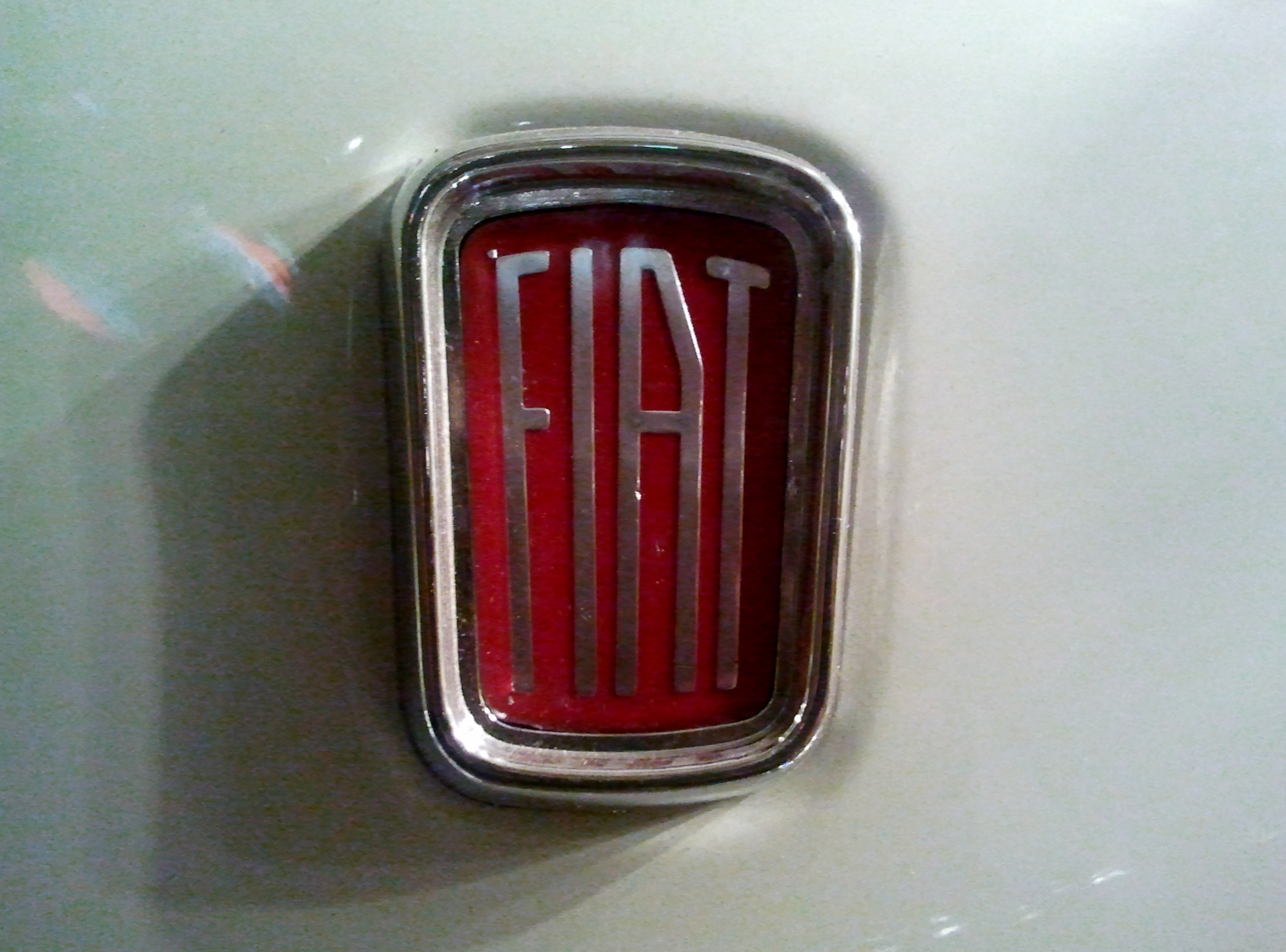
Logo utilizzato dal 1959 al 1968
Logo utilizzato dal 1968 fino al 1972 di colore nero e dal 1972 al 1999  di colore blu sulla parte anteriore per alcuni anni e posteriore
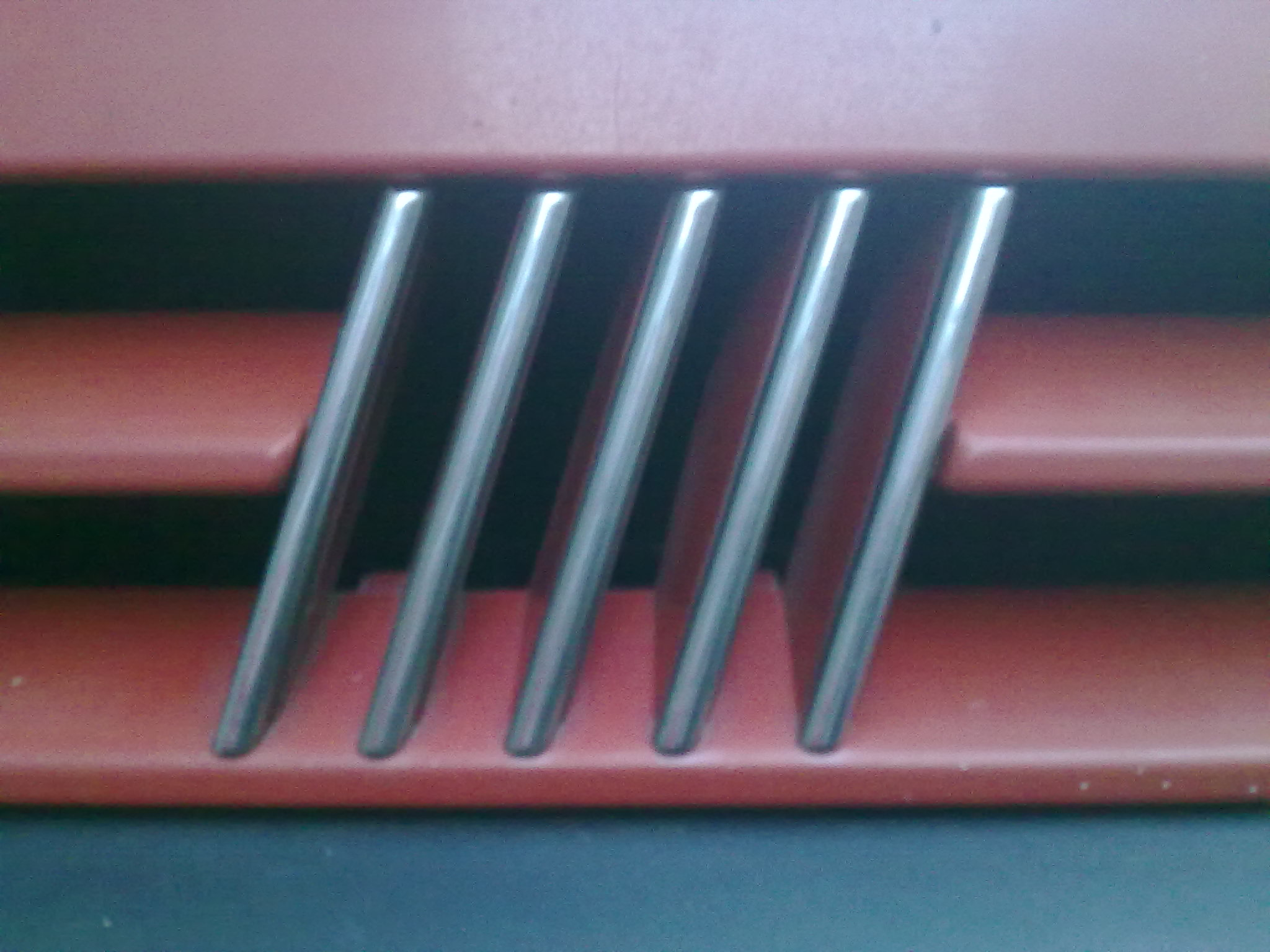
Logo utilizzato dal 1983 al 1999 sulla parte anteriore delle auto

A partire dal 2015, sulla maggior parte dei nuovi modelli brasiliani e, più in generale, sudamericani (come l'utilitaria Argo e il pick-up Toro), fece la sua comparsa nei posteriori delle vetture il semplice tipogramma FIAT, che mantenne comunque i caratteri utilizzati nel logo aziendale. Tale logo è stato utilizzato per la prima volta nel 2019 con il prototipo Centoventi: ciò ha aperto alla possibilità di una sua implementazione anche sui modelli europei (com'è poi avvenuto con la 500e, presentata nel 2020). Il logo FIAT, introdotto a fine 2006, comparve comunque sui frontali delle vetture FIAT commercializzate in quei mercati.
Dalla fine del 2013, inoltre, su alcune serie speciali della citycar 500 come la 1957 Edition, la Anniversario e la Spiaggina '58, il logo classico ha lasciato il posto a versioni riviste dei loghi usati dagli anni trenta agli anni sessanta, inglobati in un cerchio di dimensioni identiche alla già citata versione classica.

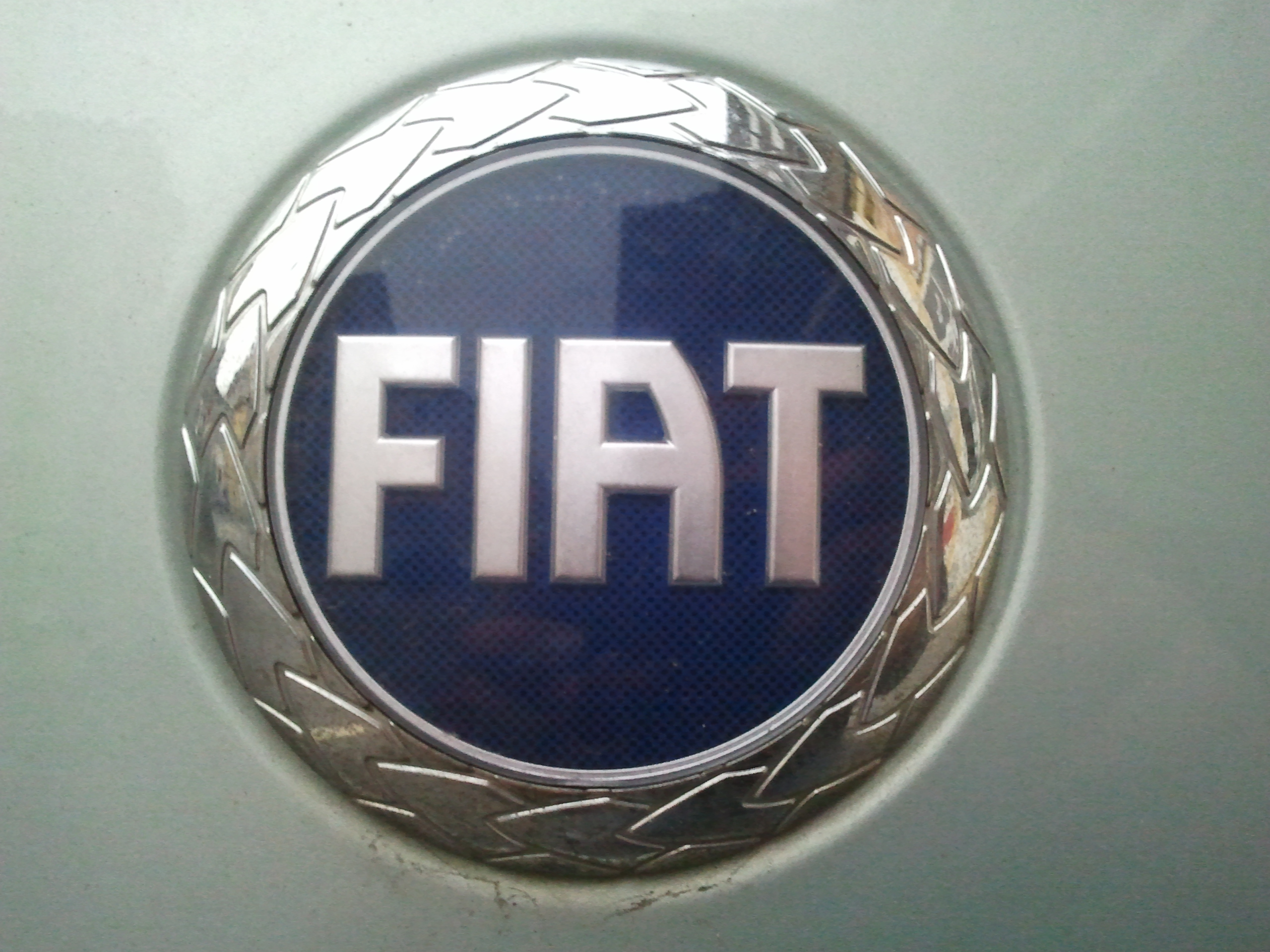
Logo utilizzato dal 1999 al 2006
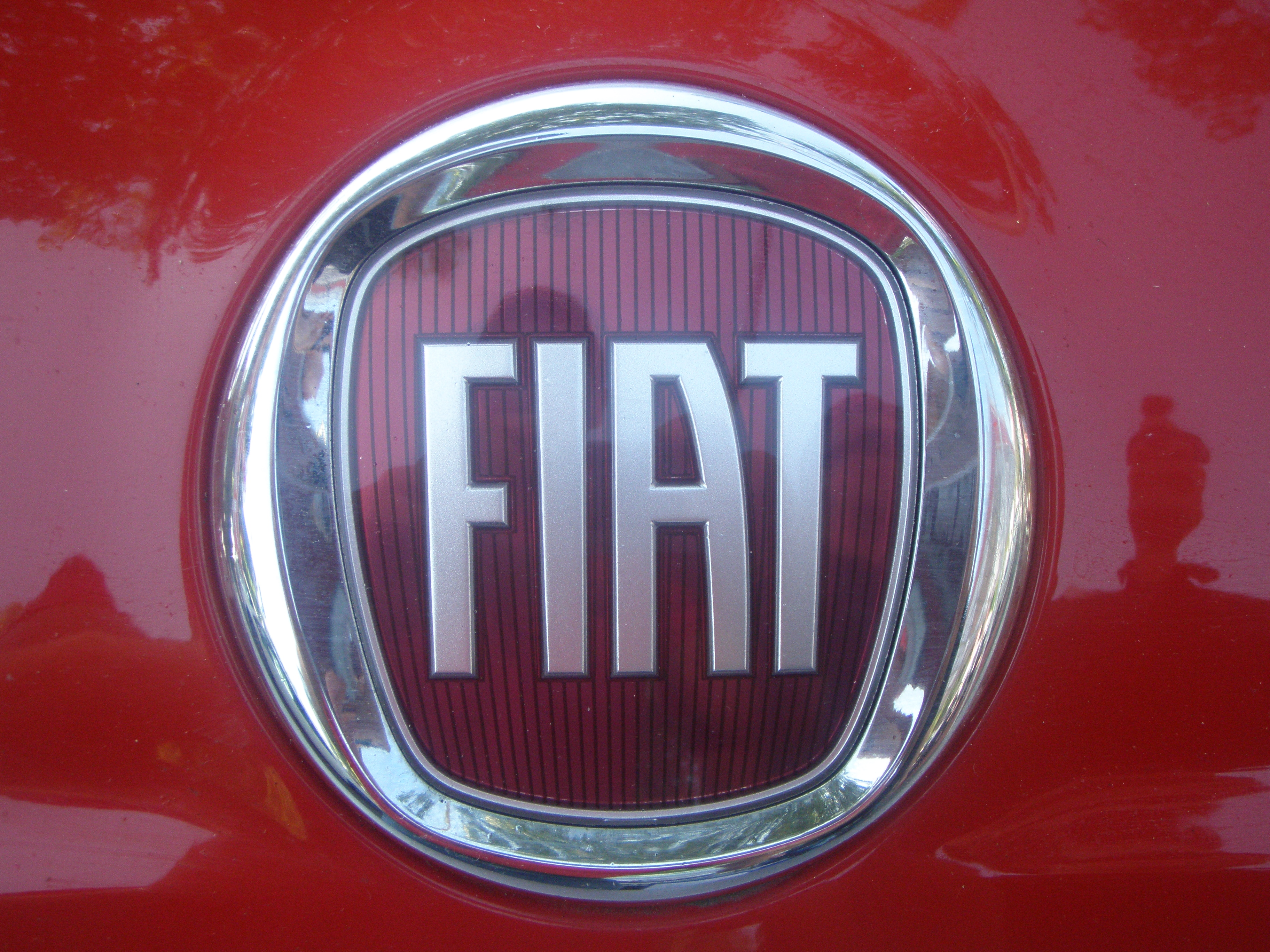
Logo utilizzato dal 2006 al 2020
Logo in uso dal 2020

### Produzione e vendite

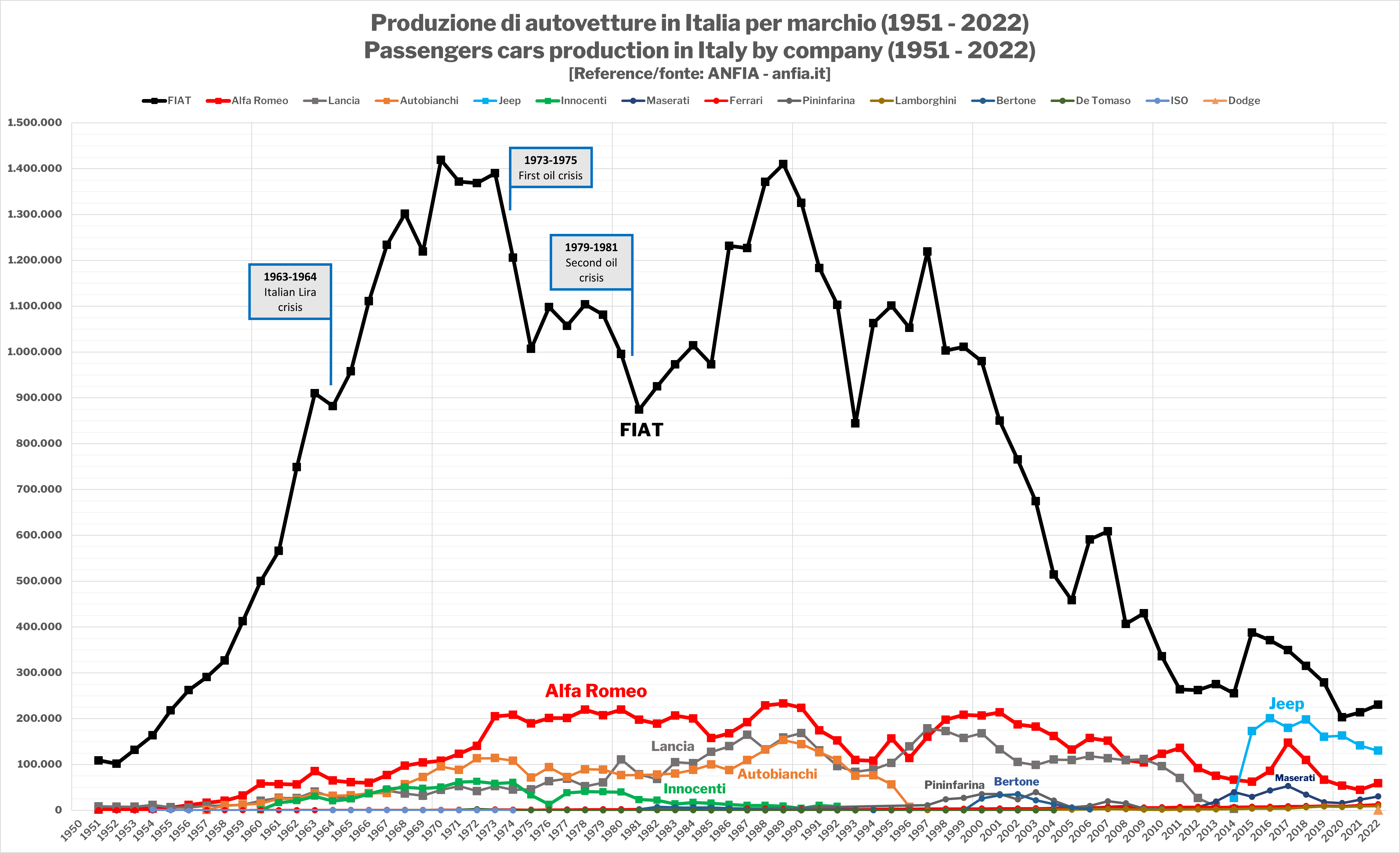
Produzione di automobili a marchio FIAT (in nero) in Italia dal 1951 ad oggi. A partire dal 2000 la produzione è sostanzialmente crollata.
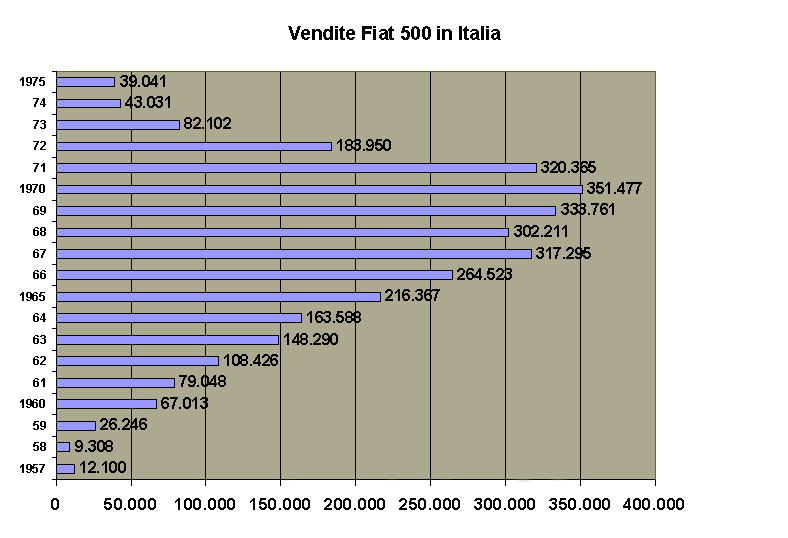
Produzione annuale della Fiat Nuova 500, prodotta dal 1957 al 1975.
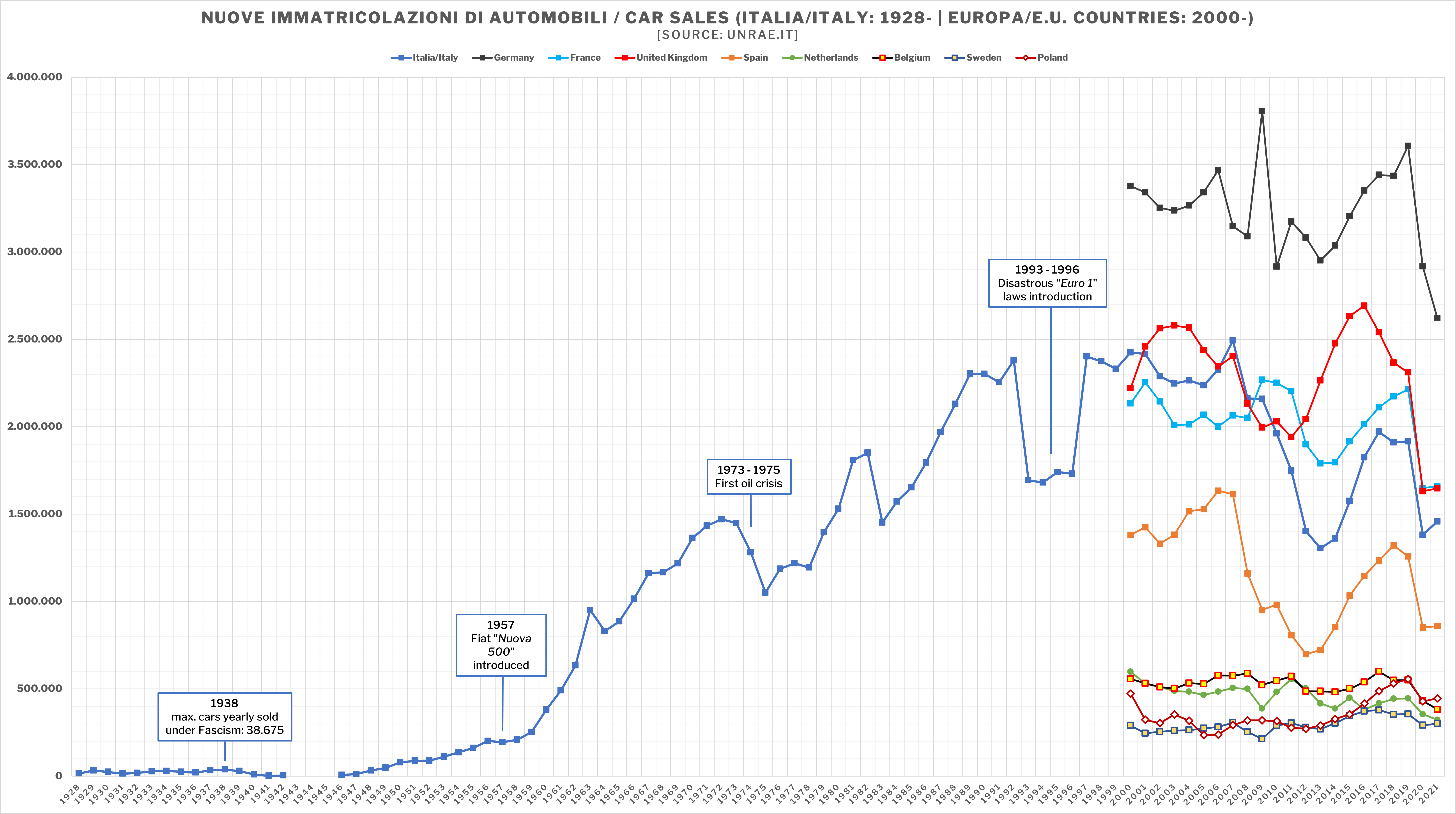
Nuove immatricolazioni di automobili in Italia (in blu), dal 1928 ad oggi. In un mercato nazionale dominato quasi da un singolo marchio, negli anni '30 la FIAT non vendeva più di 25-30.000 auto all'anno, nonostante i prezzi già abbastanza contenuti e pari anche a circa soli 10 stipendi di un operaio.

## Produzione e gamma corrente

### Europa
Il mercato europeo rimane il primo mercato del marchio. Nel 2023 il marchio FIAT ha venduto 373.249 veicoli di cui 173.187 500 e 124.796 Panda.

#### Gamma europea
- Topolino, quadriciclo elettrico derivato dalla Citroën Ami;
- Panda/Pandina (in versione ibrida);
- Grande Panda;
- 500;
- Nuova 500 in sola versione elettrica;
- 600 in versione mild hybrid ed elettrica, destinata a sostituire la 500X;
- Tipo
- Doblò, derivato da precedenti modelli PSA;
- E-Ulysse, in sola versione elettrica derivato da precedenti modelli PSA.

#### Percorsi stilistici delle vetture europee
Se fino a metà degli anni duemila lo stile delle vetture europee (ma non solo) era affidato a centri di progettazione esterni (Italdesign Giugiaro per Grande Punto e Idea, o Bertone per la Panda del 2003) i modelli successivi sono concepiti e pensati nel centro stile interno diretto da Klaus Busse.

### Sudamerica

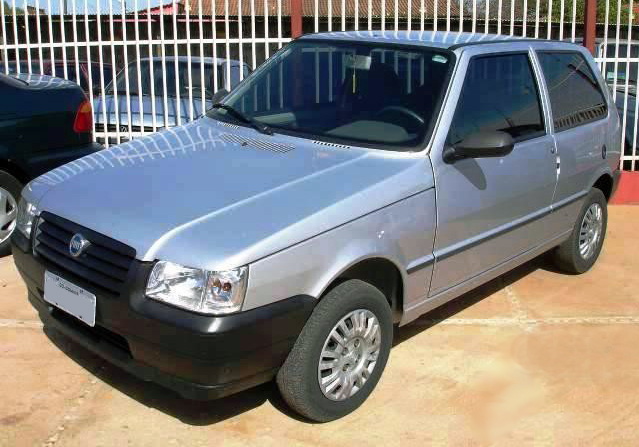
La Fiat Mille prodotta fino al 2013 in Brasile

In Brasile FCA possiede una filiale che produce modelli e motori specifici commercializzati esclusivamente in America Latina. Dal 2003 è leader del mercato. Con la produzione nell'impianto di Betim nel Minas Gerais, e in quello di Goiana nel Pernambuco, offre attualmente la seguente gamma:
- Fiat Mobi, il modello d'ingresso della gamma, appartiene al segmento delle citycar;
- Fiat Argo, utilitaria che sostituisce in gamma la Palio;
- Fiat Cronos, versione berlina della Argo dotata di alcuni elementi estetici e meccanici specifici;
- Fiat Pulse, un piccolo SUV;
- Fiat Fastback, un suv-coupé di medie dimensioni;
- il Fiat Strada, pick-up di piccole dimensioni totalmente rinnovato nel 2020;
- il Fiat Toro, pick-up di medie dimensioni prodotto su pianale Small;
- il Fiat Titano, pick-up di grandi dimensioni prodotto su pianale del gruppo PSA;
- la prima generazione del Fiat Doblò, nella fattispecie il modello ristilizzato;
- il Fiat Fiorino, prodotto dal 2014 sulla base della Uno sudamericana;
- il Fiat Ducato, basato sulla versione pre-restyling del modello venduto in Europa dal 2006.

Fiat è presente con un sito di produzione anche in Argentina, dove stabilì la prima fabbrica in America Latina. Nel 1996 è stata inaugurata una nuova fabbrica nella città di Ferreyra, vicino a Córdoba, dove viene prodotta, fra le altre, la berlina Cronos.
La gamma brasiliana, talvolta non completa e spesso integrata con alcuni modelli europei non venduti in Brasile, è offerta anche negli altri principali mercati sudamericani, tra i quali Colombia, Perù, Uruguay e Cile. Inoltre, su alcuni mercati i pick-up Strada e Toro vengono venduti con il marchio RAM rispettivamente come RAM 700 e RAM 1000.

### Nordamerica e America Centrale
Sfruttando i rivenditori del partner Chrysler, la Fiat è rientrata nel 2010 nel mercato nordamericano con la Fiat 500, prodotta in versione specifica nello stabilimento Chrysler di Toluca in Messico sino al 2019. Viene venduta attualmente la 500X. In Centro America la Fiat importa i suoi veicoli in alcuni Stati tra cui Costa Rica, Messico e Panama: in tutti questi casi la gamma prevede la presenza sia di modelli progettati per l'Europa e il Nord America sia la presenza di vetture progettate per il Sud America. In alcuni mercati, i pick-up Strada e Toro vengono venduti con il marchio RAM e con le rispettive denominazioni RAM 700 e RAM 1000.

### Asia
La Fiat è presente in alcuni mercati del Medio Oriente tra cui Bahrein, Arabia Saudita, Kuwait, Emirati Arabi Uniti, Libano, Israele, Oman, Qatar e Giordania. In particolare, negli Emirati è commercializzata la Fiat Tipo nella versione berlina quattro porte con la denominazione di Dodge Neon.
In India tramite la FCA India Automobiles Limited (FIAL), in joint venture con il costruttore locale Tata Motors è attivo il servizio di assistenza per le vetture torinesi mentre la JV produce e vende dal 2017 esclusivamente modelli Jeep.

### Oceania
In Oceania i mercati in cui vengono esportate autovetture del marchio sono l'Australia e la Nuova Zelanda.

### Africa
FIAT è presente in tutto il Nordafrica (nei paesi che si affacciano sul mar Mediterraneo) con gli stessi veicoli commercializzati in Europa. Mentre in Sudafrica sono commercializzate 500, 500X e Tipo, oltre ai veicoli commerciali Fiorino e Doblò.

## Motori
La gamma motori si compone di propulsori facente parte della famiglia motoristica FIRE a quattro cilindri affiancati dai più recenti FireFly, motori modulari a 3 cilindri di 999 cm³ con potenza di 120 CV e a 4 cilindri di 1332 cm³ con potenza di 150 o 180 CV con tecnologia Multiair di seconda generazione. Inoltre di recente introduzione è il 1.7 benzina turbo a iniezione diretta, prodotto a Pratola Serra, che equipaggia i modelli più performanti di Alfa Romeo e Lancia. Nel 2010, FIAT ha lanciato il motore bicilindrico 0.9 Twinair con tecnologia Multiair, introdotta l'anno prima. I Diesel sono i classici Multijet a quattro o cinque cilindri da 1.3, 1.6, 2.0 e 2.2 (che per il momento equipaggiano Alfa Romeo e Jeep) 3.0 litri V6 con potenza di 190, 250 o 275 CV (presente su Maserati e Jeep) con filtro antiparticolato. Per ridurre le emissioni di anidride carbonica su molti modelli è stato introdotto il sistema Start&Stop che spegne il motore durante le soste (semaforo), dal 1º settembre 2018 i motori sono stati ulteriormente aggiornati alla normativa Euro 6D temp con l'introduzione per i motori a benzina del GAP e per i motori Diesel del serbatoio dell'urea e del sistema SCR. Grazie al software Eco:Drive è possibile anche calcolare la quantità di particelle inquinanti emesse. La gamma Natural Power utilizza la doppia alimentazione benzina-metano mentre le auto a GPL vengono allestite in fabbrica con impianti forniti dalla Landi Renzo.

## Archivio
La documentazione della Fiat è conservata presso il centro di documentazione, istituito nel 1963 per raccogliere principalmente materiale già nato con finalità di comunicazione. È solo a partire dal 1984, con il progetto Archivio storico, che si inizia a concentrare, inventariare e rendere fruibile un vero archivio aziendale, che attualmente raccoglie più di 5 000 metri lineari di documenti cartacei, 300 000 disegni tecnici, 18 000 manifesti, 1 300 bozzetti, 5 000 tra volumi e riviste di automobilismo e storia industriale, 6 milioni di immagini, 200 ore di filmati storici. L'archivio documenta l'attività Fiat nel corso del Novecento, nei diversi settori e funzioni aziendali. Da segnalare i fondi relativi ad alcuni marchi o aziende confluiti e/o fuoriusciti dal perimetro Fiat: Abarth (estremi cronologici: 1930 - 1970), Autobianchi (estremi cronologici: 1955 - 1975), Fiat-Allis (estremi cronologici: 1951 - 1978), Fiat Avio (estremi cronologici: 1908 - 1985), Grandi Motori (estremi cronologici: 1900 - 1986), OM (estremi cronologici: 1849 - 1983), Lancia (estremi cronologici: 1906 - 1990), Nebiolo (estremi cronologici: 1880 - 1970), Materfer (estremi cronologici: 1881 - 1974), Teksid (estremi cronologici: 1970 - 1980), Seat (estremi cronologici: 1950 - 1980), SPA (estremi cronologici: 1906 - 1979). Da segnalare altresì i fondi dei progettisti Dante Giacosa (estremi cronologici: 1903 - 1996) e Giuseppe Gabrielli (estremi cronologici: 1908 - 1984).

## Amministratori delegati
FIAT
- Giovanni Agnelli (1899-1921)
- Guido Fornaca (1921-1928)
- Giovanni Agnelli (1928-1939)
- Giovanni Agnelli e Vittorio Valletta (1939-1943)
- Vittorio Valletta (1943-1955)
- Vittorio Valletta e Gaudenzio Bono (1955-1966)
- Gaudenzio Bono (1966-1970)
- Gaudenzio Bono e Umberto Agnelli (1970-1971)
- Umberto Agnelli  (1971-1976)
- Umberto Agnelli, Carlo De Benedetti e Cesare Romiti (1976)
- Umberto Agnelli e Cesare Romiti (1976-1980)
- Cesare Romiti (1980-1996)
- Paolo Cantarella (1996-2002)
- Gabriele Galateri di Genola (2002-2003)
- Giuseppe Morchio (2003-2004)
- Sergio Marchionne (2004-2014)

Fiat Chrysler Automobiles
- Sergio Marchionne (2014-2018)
- Mike Manley (2018-2021)